# Crimée
Pour les articles homonymes, voir Crimée (homonymie).
Ne doit pas être confondu avec République socialiste soviétique autonome de Crimée, République autonome de Crimée ou République de Crimée.
 (février 2021).
Si vous disposez d'ouvrages ou d'articles de référence ou si vous connaissez des sites web de qualité traitant du thème abordé ici, merci de compléter l'article en donnant les références utiles à sa vérifiabilité et en les liant à la section « Notes et références ».
La Crimée (en russe : Крым / Krym, en tatar de Crimée : къырым / Qırım, en ukrainien : Крим / Krym) est une péninsule d'Europe de l'Est, située au sud de l'oblast de Kherson en Ukraine et à l'ouest du kraï de Krasnodar en Russie, qui s'avance dans la mer Noire. La péninsule de Crimée est réputée pour son climat pontique proche du climat méditerranéen, ses vignobles, ses vergers, ses sites archéologiques et ses lieux de villégiature dont ses stations balnéaires comme Théodosie, Soudak, Alouchta ou Yalta, où fut officialisé en 1945 le partage de l'Europe (décidé lors des conférences interalliées précédentes) entre Staline (Union soviétique), Roosevelt (États-Unis) et Churchill (Royaume-Uni). Sébastopol, fondée en 1783 par l'impératrice Catherine II, est célèbre pour sa base navale qui accueille la flotte de la mer Noire de la marine russe. La capitale de la Crimée est la ville de Simféropol depuis 1995.
Correspondant à l'antique Chersonèse (« presqu'île ») de Tauride, la Crimée a fait partie, de l'Antiquité au XIIIe siècle, du monde grec devenu romain puis byzantin, tout en étant ouverte au nord aux peuples des steppes (Cimmériens, Scythes, Goths, Mongols, turcophones…) pour rejoindre au XVe siècle l'Empire ottoman et à la fin du XVIIIe siècle l'Empire russe, puis en 1922 l'Union des républiques socialistes soviétiques. Dans cette dernière, elle constitue une république socialiste soviétique autonome, dont la ville de Sébastopol est séparée en 1948. Après la Seconde Guerre mondiale, la population des Tatars de Crimée subit une déportation. De 1948 à 1954, la Crimée est une oblast de la république socialiste fédérative soviétique de Russie ; elle devient ensuite une oblast de la république socialiste soviétique d'Ukraine.
En 1991, la Crimée obtient le statut de république autonome de Crimée au sein de l'Ukraine indépendante et Sébastopol devient une ville à statut spécial. En mars 2014, lors de l'annexion de la Crimée, le Parlement criméen, sous la pression et l’occupation russe et au terme d'un référendum unilatéral organisé par la Russie — car ne reconnaissant pas les nouvelles autorités provisoires à Kiev, qui ne reconnaissent pas le référendum en retour — proclame la sécession de la république autonome de Crimée puis son intégration à la fédération de Russie en tant que sujet fédéral. La ville de Sébastopol devient quant à elle la troisième ville d'importance fédérale de Russie, au même titre que les villes de Moscou et de Saint-Pétersbourg : elle ne dépend donc plus administrativement de la Crimée. L'Ukraine, soutenue par un grand nombre de pays de la communauté internationale, ne reconnaît pas ce référendum et continue à considérer l'ensemble de la péninsule de Crimée comme faisant partie de son territoire.

## Étymologie
Pour l'origine du nom « Crimée », les auteurs hellénistes supposent qu'il pourrait venir des Cimmériens (Kimmerioi en grec, c'est-à-dire « habitants des marges », Kymè en grec) mais à l'époque de la colonisation grecque, la péninsule était appelée Tauride (ou Chersonèse Taurique), d'après le nom de la tribu scythe des Taures. Des peuples turciques s'y succèdent à partir du IVe siècle : Huns, Avars, Coutrigours, Khazars, Oghouzes, Pétchénègues, Coumans (Polovtses), Tatars de la Horde d'or… Pour les linguistes spécialistes des langues turques et pour les Tatars de Crimée, la péninsule tire son nom de la capitale du khanat tatar de Crimée : Qırım (aujourd'hui Staryï Krym) signifiant « ma colline » (de qır « colline », et ım « ma »).

## Géographie

La république de Crimée et la ville fédérale de Sébastopol.

La péninsule de Crimée, qui couvre une superficie de 27 000 km2 (soit un peu plus vaste que la Sicile et un peu moins que la Belgique), est reliée au reste du territoire ukrainien par l'isthme de Perekop, bande de terre large de cinq à sept kilomètres au nord de la Crimée, et au-delà de laquelle commence l'oblast de Kherson. La distance est, d'ouest en est, entre le cap Kara Mrun et Lanterne, de 326 km, du nord au sud, de l'isthme de Perekop au cap Nicolas, de 205 km. Le littoral de la péninsule de Crimée dépasse 2500 km : près de 50 % se trouvent dans le Sivash, 750 km dans la mer Noire et environ 500 dans la mer d’Azov. La Crimée montait autrefois la garde au confluent de deux espaces commerciaux stratégiques : l'accès aux royaumes du Nord, par la mer Noire et le Dniepr, et à ceux de l'Asie, par la mer d'Azov. À l'est de la Crimée, la péninsule de Kertch fait face à la péninsule de Taman en territoire russe. Entre ces deux péninsules, le détroit de Kertch, large de trois à treize kilomètres, relie la mer Noire à la mer d'Azov.

### Accès
Entre Stavky (uk) et Armiansk, la péninsule est reliée au continent par l'étroit isthme de Perekop, le long duquel ont été construits une autoroute (E97) et un chemin de fer, ainsi que le canal de Crimée du Nord et une ligne électrique à haute tension et entre Kairka (uk) et Armiansk par la route T 2202.
À l'est de l'isthme de Perekop, la péninsule lituanienne (uk) de Crimée (également appelée « péninsule de Tchouvache ») est reliée à la péninsule continentale de la Corne orientale par un barrage de terre, le long duquel un chemin de terre amélioré a été construit.
Plus à l'est, à travers les marais de Syvach, le long du barrage reliant le cap Dzhangara en Crimée et le cap Kutara dans l'oblast de Kherson, une route goudronnée et une ligne à haute tension ont été posées.
Encore plus à l'est, un chemin de terre traverse le détroit de Tchonhar le long d'un barrage, puis une voie ferrée traverse le détroit à l’est le long d'un barrage et d'un pont, et dans la partie orientale la plus étroite du détroit, un pont routier est jeté à travers celui-ci, le long duquel passe l'autoroute.
À l'est de Sivash (uk), le pont routier est jeté sur le canal du grand bras du détroit d'Henichesk (uk), reliant l'extrémité nord de l'isthme de Crimée par la flèche d'Arabat, au continent.
Le pont de Crimée traverse le détroit de Kertch, assurant une liaison terrestre entre la Crimée et la péninsule de Taman.

### Littoral

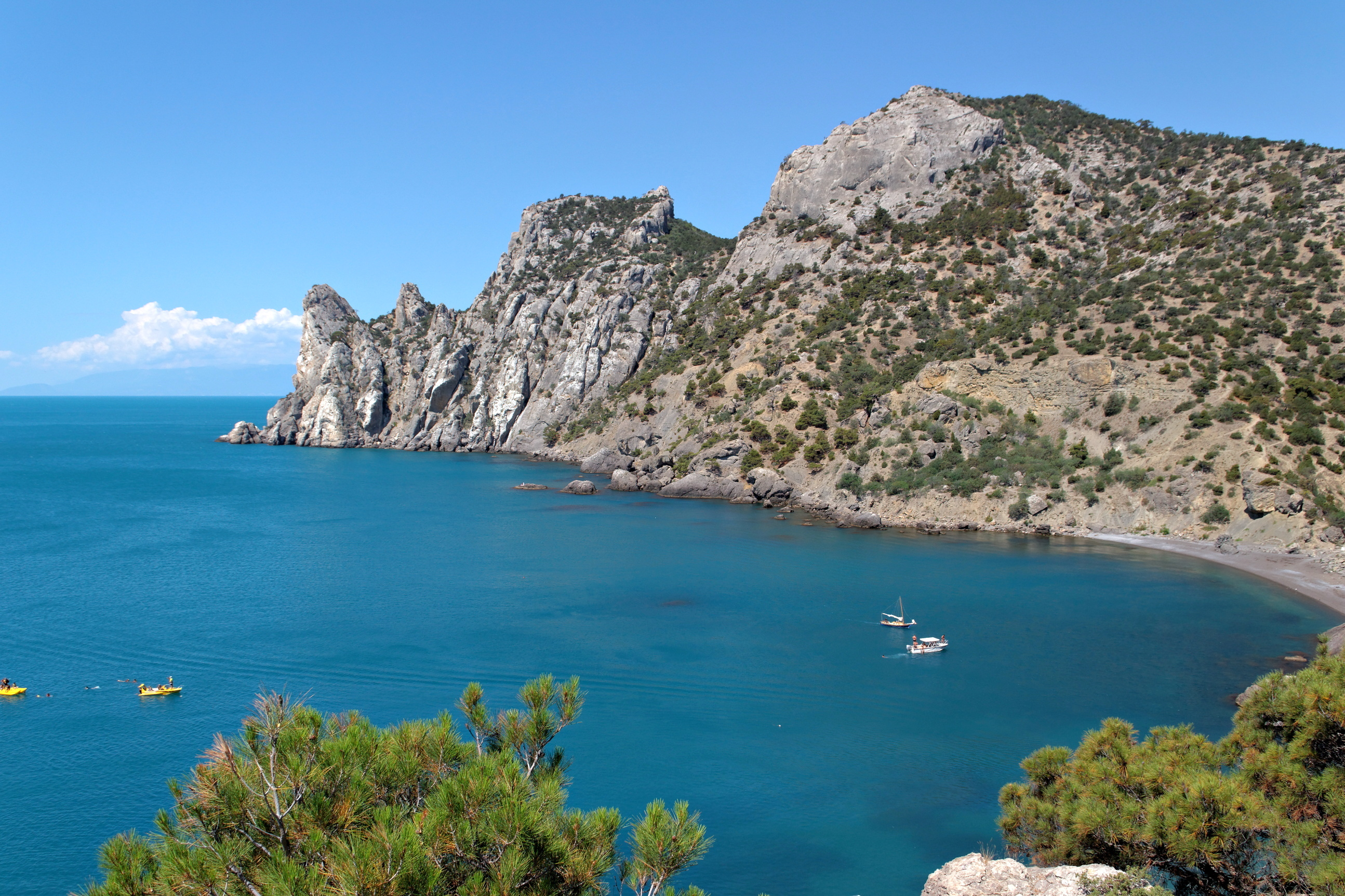
Falaises tombant en mer Noire.

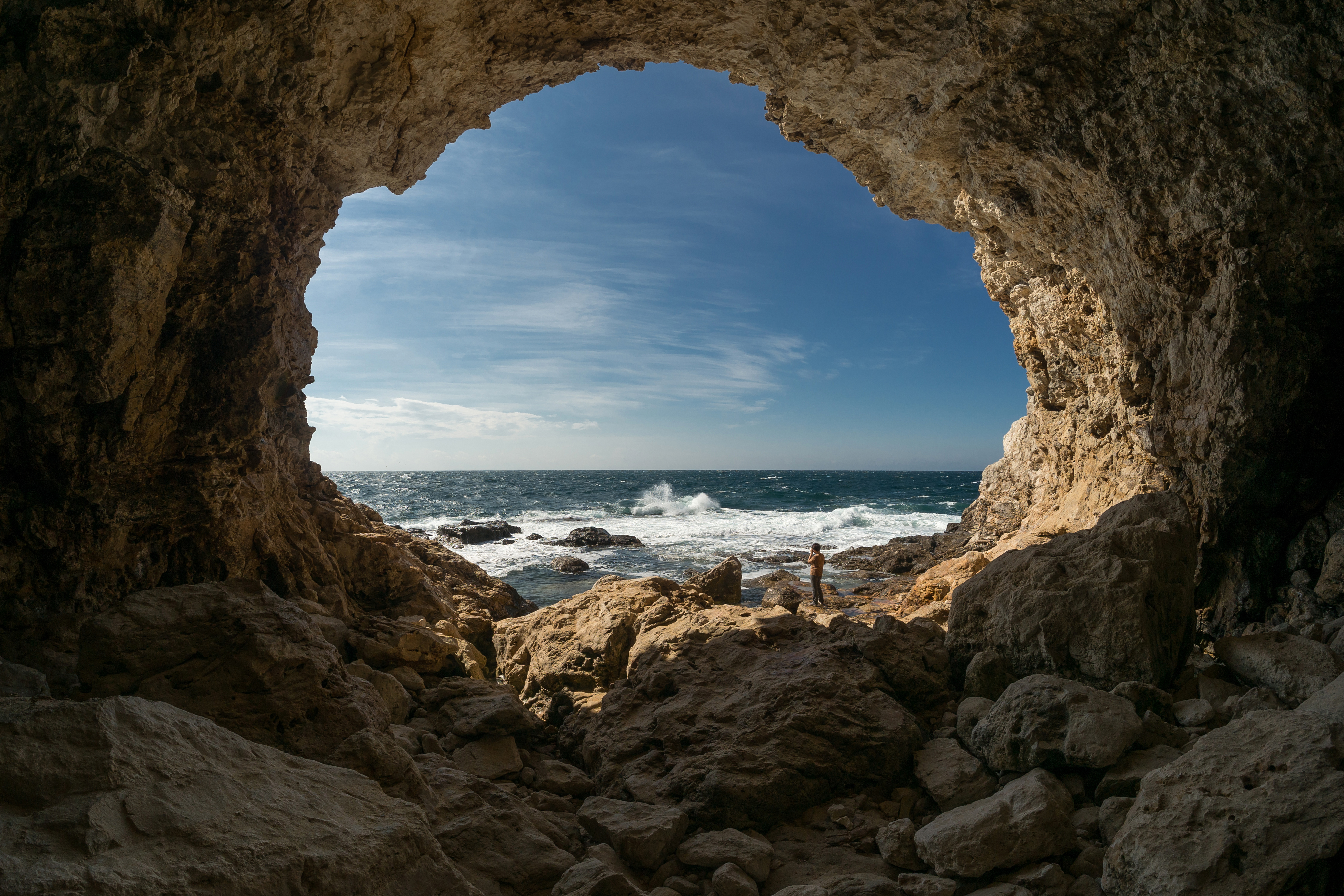
Atlech, près du village d'Olenevka.

Les côtes de Crimée sont irrégulières et forment un grand nombre de baies, dont certaines abritent des ports. Leur relief et leur climat les rattachent au monde méditerranéen, même si les hivers peuvent parfois être de type continental froid. La Crimée est bordée, au sud et à l'ouest par la mer Noire, à l'est par la mer d'Azov et au nord-est, par le Syvach (côte occidentale de la mer d'Azov). Le Syvach est aussi dénommé « mer Putride », en raison de son large ensemble de marais nauséabonds et de lagunes peu profondes.
Les ports se trouvent sur la côte occidentale de l'isthme de Perekop, dans la baie de Karkinit. Dans la baie de Kalamita, au sud-ouest, se trouvent les ports d'Eupatoria, de Sébastopol et de Balaklava. La baie d'Arabat se trouve au nord de la péninsule de Kertch. La baie de Caffa (ou de Théodosie), avec le port éponyme, se trouve dans le sud, et celle de Laspi au sud-ouest.
Au XIXe siècle déjà, le littoral criméen était réputé pour les bienfaits de son climat pontique. La côte sud-est est très montagneuse, avec une série de montagnes parallèles, les monts de Crimée, situés à une distance de huit à douze kilomètres de la mer.

### Montagnes et plaines

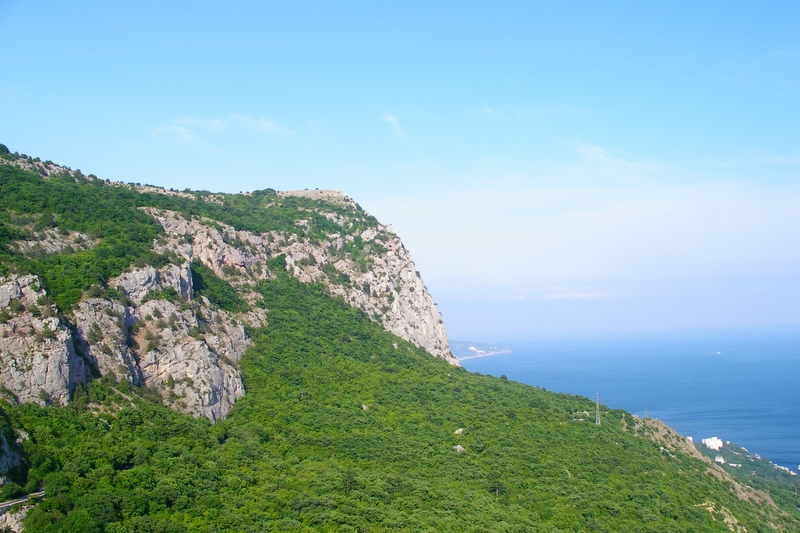
Les montagnes abruptes du sud-ouest.

72% de la Crimée sont des plaines, 20% des montagnes et 8% sont des lacs et autres plans d’eau. Les monts de Crimée, assez élevés, culminent à 1 545 m au mont Roman-Koch et descendent dans la mer Noire, en dessinant des plateaux intérieurs à 500-600 m.
Une grande partie de ces montagnes ont des sommets assez abrupts avec une forte dénivellation par rapport à la mer toute proche (650 à 750 mètres), commençant à la pointe sud de la péninsule, appelée cap Sarytch. Dans la mythologie grecque, cette pointe abritait le temple d'Artémis, où la prêtresse Iphigénie aurait officié.
Une importante partie du territoire de la Crimée est composée de prairies sèches ou semi-arides, et de steppes (dans le sud) qui longent par le nord-ouest les pieds des monts de Crimée. Les terres qui se trouvent au pied du Yayla-Dagh sont d'un caractère tout autre. Là, les bandes étroites de la côte et les pentes abruptes des montagnes sont couvertes de verdure. Cette « Riviera russe » s'étend tout le long des côtes sud-est, du cap Saritch, dans l'extrême sud, à Théodosie, et l'on y trouve de nombreuses plages, comme à Aloupka, Yalta, Gourzouf et Soudak.

### Hydrographie
La péninsule de Crimée compte 257 rivières et ruisseaux principaux, en grande partie alimentés par l'eau de pluie, la fonte des neiges jouant un rôle très mineur. Cela entraîne une fluctuation annuelle importante du débit d'eau, de nombreux cours d'eau s'asséchant complètement pendant l'été. Les plus grands fleuves sont le Salhir (Salğır, Салгир), le Katcha (Кача), l'Alma (Альма) et le Belbek (Бельбек). Il y a plus de cinquante lacs et marais salants dans la péninsule.
Entre 1961 et 1971, les autorités soviétiques construisent un canal pour alimenter en eau la Crimée à partir du Dniepr. Après la dislocation de l’URSS, faute d’entretien, ses performances baissent et en 2014, les autorités ukrainiennes le ferment ce qui réduit considérablement l’approvisionnement en eau de la région. En 2020, les deux millions d’habitants de Crimée traversent l’une des pires sécheresses de leur histoire.

### Activités humaines
La Crimée est une région d'agriculture depuis six millénaires environ. Même si celle-ci est en régression, elle possède encore beaucoup de vignobles et de nombreux vergers implantés dès l'Antiquité grecque dans ses plus riches plaines. Une production d'huiles essentielles biologiques y est aussi en plein essor. Le long des côtes de la mer Noire et de la mer d'Azov, les Criméens pratiquent toujours une pêche de tradition. La Crimée possède aussi un grand potentiel minéral : 250 gisements de 27 minéraux différents. À l'intérieur de la péninsule, des mines subsistent et y sont encore exploitées. Les très anciennes carrières de Kertch font plus de 130 kilomètres de longueur.

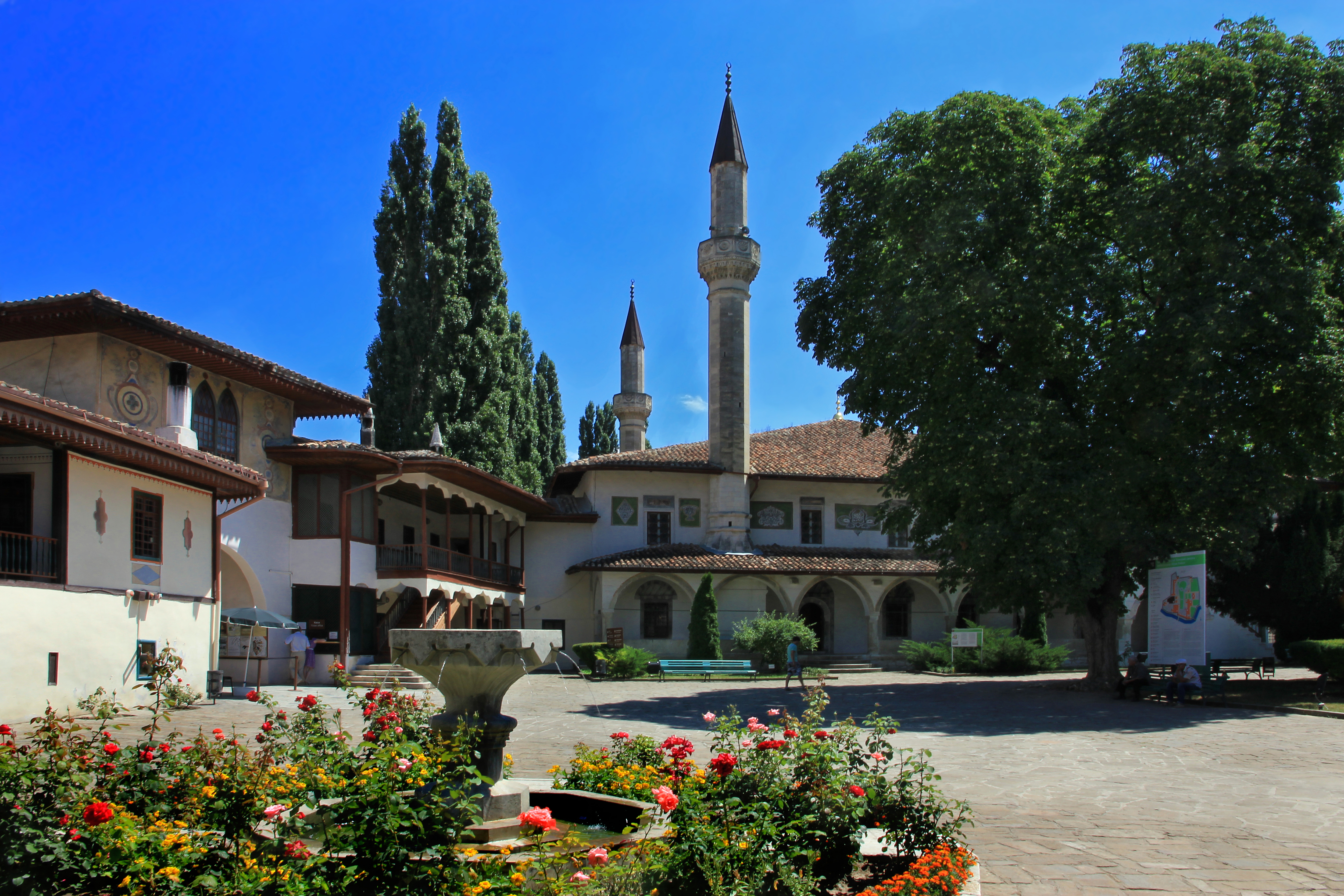
Hansaray, lieu touristique.

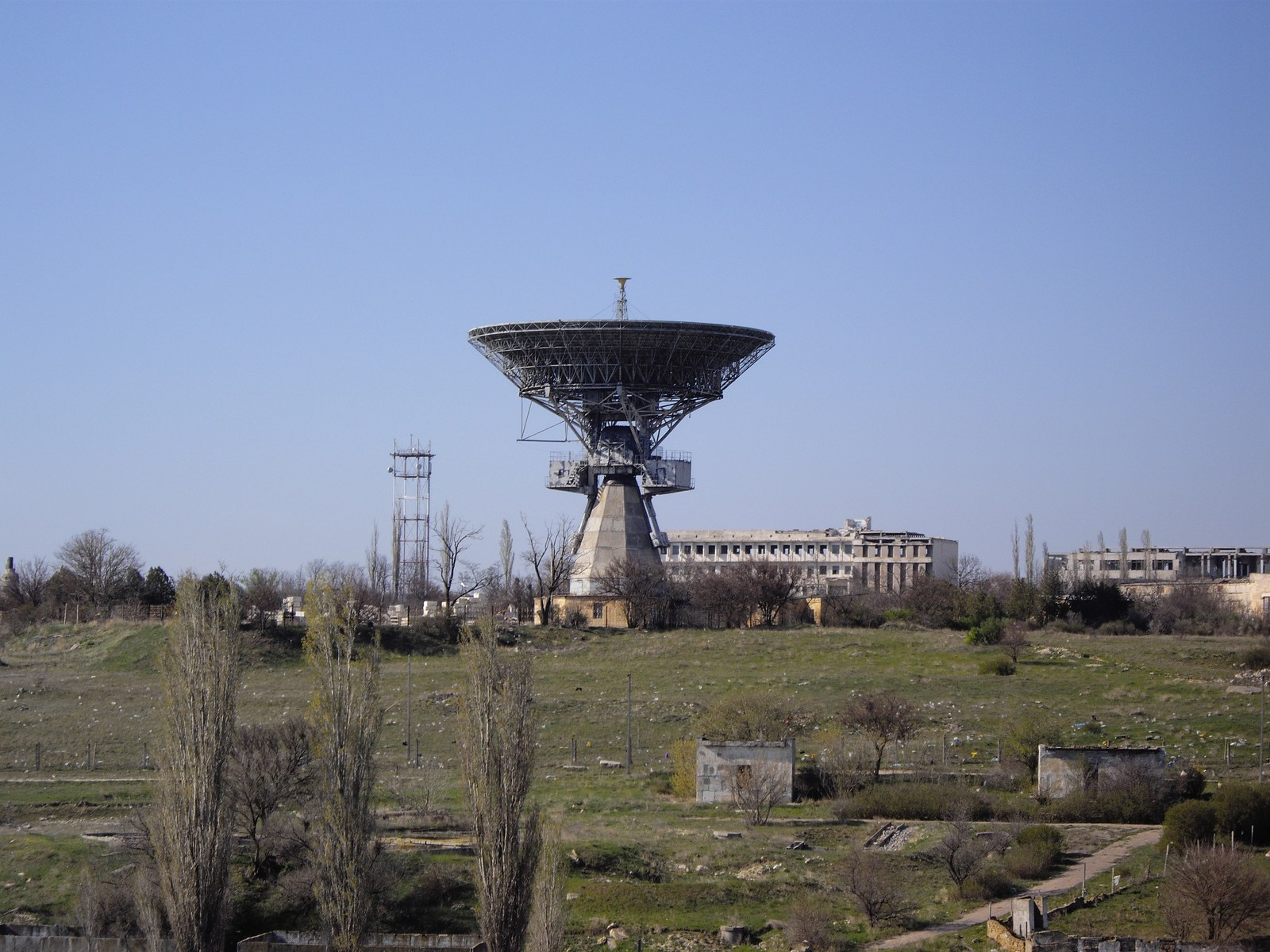
Centre de contrôle de vol spatial abandonné.

La Crimée possède des sites archéologiques scythes, grecs antiques, romains, byzantins, génois, arméniens, tatars, turcs qui attirent de nombreux touristes. On peut y découvrir des villages tatars, des mosquées, des monastères et des palais médiévaux ou de l'époque impériale russe.
Grâce à ses plages, la Crimée est une région très touristique. La station balnéaire de Yalta était déjà réputée sous la Russie impériale comme lieu de villégiature prisé par l'aristocratie et la bourgeoisie. À l'époque soviétique, ce type de sites se multiplia pour accueillir les élites du parti et les « travailleurs émérites ». Ainsi, près d'Aloupka, se trouve la plus prestigieuse des colonies de vacances pour pionniers de l'ex-URSS, l'Artek.
La capitale de la Crimée, Simferopol, est alimentée en eau par le plus grand barrage en terre d'Europe, et aussi en électricité solaire par la centrale photovoltaïque de Perovo (en banlieue sud-ouest) qui est capable de développer une puissance de plus de 100 mégawatts. Enfin Simferopol est notamment desservie par la ligne trolleybus de montagne la plus longue du continent européen (86 km) qui passe par Yalta et la côte sud de la péninsule.
À l'époque soviétique, l'un des centres de contrôle des vols spatiaux était situé en Crimée.

## Population
Selon le recensement ukrainien de 2001, la population de Crimée comptait 2 033 700 habitants. Selon le recensement russe de 2016, la population de la Crimée est de 2 322 369 habitants.
| 1959* | 1 246 197 | 2011  | 1 963 514 |
| 1989* | 2 065 829 | 2012  | 1 963 008 |
| 2001* | 2 033 736 | 2014  | 2 284 400 |
| 2008  | 1 971 072 | 2015* | 2 309 129 |
| 2009  | 1 967 260 | 2016* | 2 322 369 |
| 2010  | 1 965 305 | 2021* | 2 482 450 |
|       |           | 2022  | 1 934 630 |

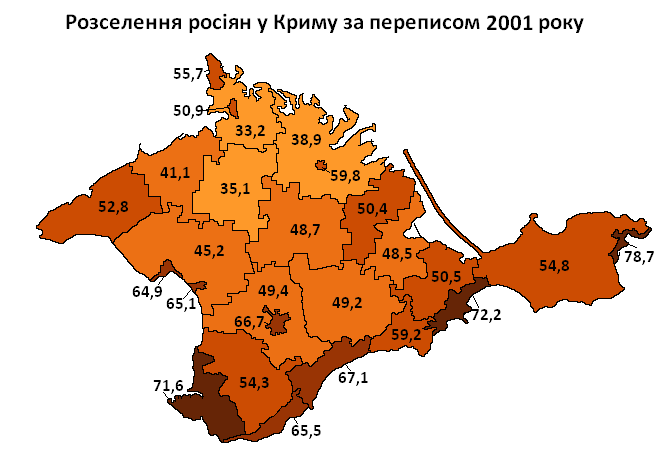
Pourcentage des Russes sur le sol de Crimée, selon recensement de 2001 (cliquer sur image).

La population criméenne décroît de 0,3 pour cent par an, passant de 2,2 millions en 1993 à 2,1 millions en 2001. Le nombre annuel de naissances s'écroule de 32 000 en 1990, à 15 000 en 2000. Depuis 2014, la population de la Crimée augmente.

### Structure démographique

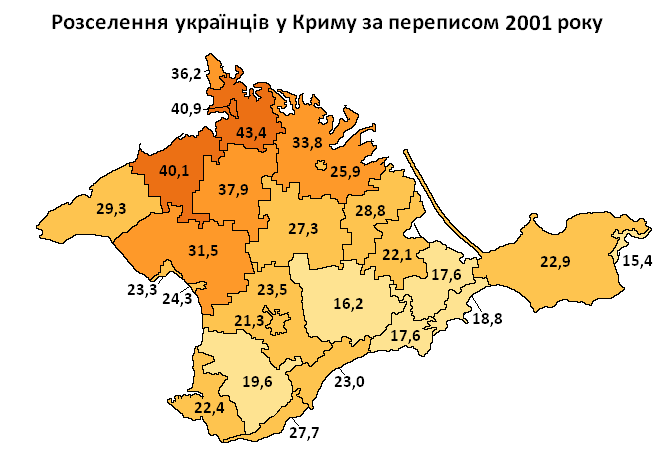
Pourcentage des Ukrainiens sur le sol de Crimée, selon recensement de 2001 (cliquer sur image).

| Année | Fécondité | Fécondité urbaine | Fécondité rurale |
| ----- | --------- | ----------------- | ---------------- |
| 1989  | 1,93      | 1,82              | 2,18             |
| 1990  | 1,84      | 1,76              | 2,03             |
| 1991  | 1,71      | 1,61              | 1,95             |
| 1992  | 1,54      | 1,43              | 1,79             |
| 1993  | 1,39      | 1,27              | 1,65             |
| 1994  | 1,41      | 1,32              | 1,59             |
| 1995  | 1,25      | 1,13              | 1,45             |
| 1996  | 1,17      | 1,06              | 1,35             |
| 1997  | 1,13      | 1,02              | 1,31             |
| 1998  | 1,07      | 0,98              | 1,22             |
| 1999  | 1,03      | 0,95              | 1,17             |
| 2000  | 1,05      | 0,96              | 1,19             |
| 2001  | 1,03      | 0,97              | 1,13             |
| 2002  | 1,06      | 1,01              | 1,15             |
| 2003  | 1,15      | 1,12              | 1,12             |
| 2004  | 1,20      | 1,14              | 1,30             |
| 2005  | 1,21      | 1,17              | 1,27             |
| 2006  | 1,27      | 1,22              | 1,35             |
| 2007  | 1,38      | 1,31              | 1,50             |
| 2008  | 1,49      | 1,39              | 1,64             |
| 2009  | 1,55      | 1,44              | 1,71             |
| 2010  | 1,55      | 1,44              | 1,71             |
| 2011  | 1,56      | 1,44              | 1,76             |
| 2012  | 1,68      | 1,56              | 1,88             |
| 2013  | 1,67      | 1,53              | 1,88             |
| 2014  | 1,83      | 2,01              | 1,62             |
| 2015  | 1,82      | 1,79              | 1,85             |
| 2016  | 1,76      | 1,73              | 1,79             |
| 2017  | 1,64      | 1,58              | 1,70             |

#### Chiffres officiels de 2013 pour la structure par âge
- 0-14 ans : 14,9 %  (150 199 hommes et 141 649 femmes) ;
- 15-64 ans : 70,4 %  (653 041 hommes et 724 235 femmes) ;
- 65 ans et plus : 14,7 %  (94 047 hommes et 193 251 femmes).

#### Chiffres officiels de 2013 pour l'âge médian
- total : 39,9 ans  ;
- homme : 36,2 ans  ;
- femme : 43,5 ans .

#### Composition ethnique
En 2001, la composition ethnique de la république autonome de Crimée (sans compter Sébastopol) se répartissait en : Russes : 58,32 % ; Ukrainiens : 24,32 % ; Tatars de Crimée : 12,1 % ; Biélorusses : 1,44 % ; Tatars : 0,54 % ; Arméniens : 0,43 % ; Juifs : 0,22 %, Grecs : 0,15 % et autres.
Évolution de la composition ethnique de Crimée (y compris Sébastopol) de 1989 à 2014 :
| Groupe ethnique            | 1989   | 2001   | 2014   |
| -------------------------- | ------ | ------ | ------ |
| Russes                     | 67,0 % | 60,4 % | 65,3 % |
| Ukrainiens                 | 25,8 % | 24,0 % | 15,1 % |
| Tatars de Crimée et Tatars | 2,0 %  | 10,8 % | 12,1 % |

### Recensements
| Année | Fécondité | Naissances | Natalité | Année | Fécondité | Naissances | Natalité | Année | Fécondité | Naissances | Natalité |
| ----- | --------- | ---------- | -------- | ----- | --------- | ---------- | -------- | ----- | --------- | ---------- | -------- |
| 1990  | 1,84      | 27 599     | 13,0 ‰   | 2000  | 1,05      | 15 162     | 7,3 ‰    | 2010  | 1,55      | 23 238     | 11,8 ‰   |
| 1991  | 1,71      | 26 291     | 12,1 ‰   | 2001  | 1,04      | 15 136     | 7,4 ‰    | 2011  | 1,56      | 23 394     | 11,9 ‰   |
| 1992  | 1,54      | 24 160     | 10,9 ‰   | 2002  | 1,06      | 16 112     | 8,0 ‰    | 2012  | 1,68      | 24 702     | 12,6 ‰   |
| 1993  | 1,39      | 22 094     | 9,9 ‰    | 2003  | 1,15      | 17 419     | 8,7 ‰    | 2013  | -         | 24 054     | 12,2 ‰   |
| 1994  | 1,54      | 20 681     | 9,3 ‰    | 2004  | 1,20      | 17 941     | 9,0 ‰    | 2014  | -         | -          | -        |
| 1995  | 1,25      | 18 984     | 8,6 ‰    | 2005  | 1,21      | 17 983     | 9,0 ‰    | 2015  | -         | -          | -        |
| 1996  | 1,17      | 17 538     | 8,0 ‰    | 2006  | 1,27      | 20 041     | 10,1 ‰   | 2016  | -         | -          | -        |
| 1997  | 1,13      | 16 683     | 7,7 ‰    | 2007  | 1,38      | 21 667     | 11,0 ‰   | 2017  | -         | -          | -        |
| 1998  | 1,07      | 15 603     | 7,3 ‰    | 2008  | 1,49      | 23 353     | 11,9 ‰   | 2018  | -         | -          | -        |
| 1999  | 1,03      | 15 023     | 7,2 ‰    | 2009  | 1,55      | 23 524     | 12,0 ‰   | 2019  | -         | -          | -        |

### Villes
La Crimée compte dix-sept « communes » qui ont le statut de ville : seize dans la république de Crimée, ainsi que Sébastopol disposant d’un statut de ville fédérale.

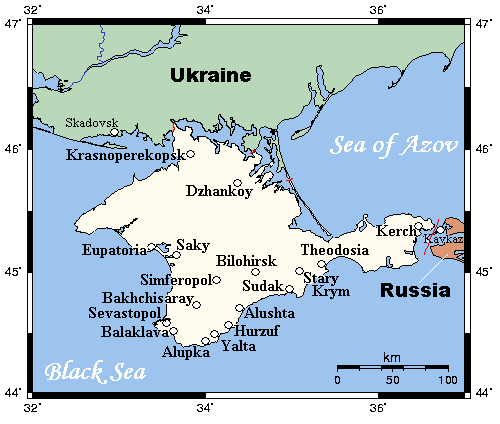
Répartition des villes en Crimée.

| Population urbaine estimée (chaque 1er janvier) par l'Office des statistiques d'Ukraine, : | 2006    | 2007    | 2008    | 2009    | 2010    | 2011    | 2012    | 2013 |
| ------------------------------------------------------------------------------------------ | ------- | ------- | ------- | ------- | ------- | ------- | ------- | ---- |
| Alouchta                                                                                   | 29 913  | 29 775  | 29 504  | 29 303  | 29 191  | 28 919  | 28 642  | -    |
| Aloupka                                                                                    | 8 605   | 8 518   | 8 444   | 8 444   | 8 425   | 8 493   | 8 497   | -    |
| Armiansk                                                                                   | 22 893  | 22 922  | 22 884  | 22 800  | 22 711  | 22 592  | 22 468  | -    |
| Bakhtchyssaraï                                                                             | 26 395  | 26 208  | 26 124  | 26 067  | 26 144  | 26 215  | 26 363  | -    |
| Bilohirsk                                                                                  | 18 399  | 18 284  | 18 266  | 18 276  | 18 224  | 18 208  | 18 199  | -    |
| Chtcholkine                                                                                | 11 419  | 11 385  | 11 319  | 11 311  | 11 242  | 11 231  | 11 194  | -    |
| Djankoï                                                                                    | 39 664  | 38 891  | 38 271  | 37 708  | 37 275  | 36 860  | 36 458  | -    |
| Eupatoria                                                                                  | 106 456 | 106 719 | 107 105 | 107 177 | 106 846 | 106 698 | 106 840 | -    |
| Feodossia                                                                                  | 71 725  | 71 535  | 71 214  | 70 730  | 70 392  | 70 043  | 69 786  | -    |
| Kertch                                                                                     | 151 327 | 150 088 | 149 021 | 148 120 | 147 269 | 146 516 | 145 845 | -    |
| Krasnoperekopsk                                                                            | 30 677  | 30 549  | 30 349  | 30 282  | 30 201  | 30 086  | 29 944  | -    |
| Saky                                                                                       | 26 389  | 25 840  | 25 260  | 24 765  | 24 580  | 24 323  | 24 038  | -    |
| Sébastopol                                                                                 | -       | -       | -       | -       | -       | -       | -       | -    |
| Simferopol                                                                                 | 340 644 | 339 577 | 337 830 | 337 139 | 336 588 | 336 330 | 335 582 | -    |
| Soudak                                                                                     | 14 772  | 14 815  | 14 943  | 15 112  | 15 171  | 15 300  | 15 368  | -    |
| Staryï Krym                                                                                | 9 642   | 9 609   | 9 522   | 9 501   | 9 492   | 9 446   | 9 485   | -    |
| Yalta                                                                                      | 79 796  | 79 380  | 78 935  | 78 584  | 78 334  | 78 032  | 78 040  | -    |

#### Statut particulier de Sébastopol

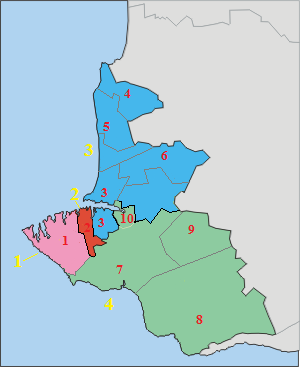
Municipalité spéciale de Sébastopol :
1. raïon de Gagarine (dont :
• 1. municipalité de Gagarine).
2. raïon de Lénine (dont :
• 2. municipalité de Lénine).
3. raïon de Nakhimov (dont :
• 3. municipalité de Nakhimov,
• 4. municipalité de Andreevka,
• 5. municipalité de Katcha,
• 6. municipalité de Verkhnesadovoe).
4. raïon de Balaklava (dont :
• 7. municipalité de Balaklava,
• 8. municipalité de Orlynoe,
• 9. municipalité de Ternovka,
• 10. ville d'Inkerman).

La ville de Sébastopol est fondée en 1783, après l'annexion de la Crimée par l'Empire russe. Elle devient alors une importante base navale et un port de commerce florissant. Durant la guerre de Crimée, Sébastopol est assiégée par les Français, les Britanniques et les Turcs. Elle tombe au bout de onze mois. 
 En 1921, la ville est rattachée à la république socialiste soviétique autonome de Crimée. En 1948, la ville ne dépend plus de l'oblast de Crimée mais est directement rattachée à la RSFS de Russie.
À la chute de l'Union soviétique (1991), Sébastopol est rattachée aux subdivisions de l'Ukraine, mais avec un statut particulier différent de la république autonome de Crimée (voir subdivisions de l'Ukraine) qui en fait une enclave russe de facto mais sous couvert de la présidence ukrainienne de jure, où reste basée (depuis le XVIIIe siècle) la flotte russe de la mer Noire et où les citoyens n'élisaient pas le président du comité exécutif de la ville car son maire était, jusqu'en mars 2014, désigné directement par le président d’Ukraine. En 2010, après de longues négociations, l'Ukraine prolonge le bail de la Russie sur le port de Sébastopol, jusqu'en 2042.
À partir du 18 mars 2014, à la suite de l’annexion de la république de Crimée et de la ville à la Russie, lui est alors attribué le statut de ville fédérale russe[réf. nécessaire].

## Histoire

### Origines

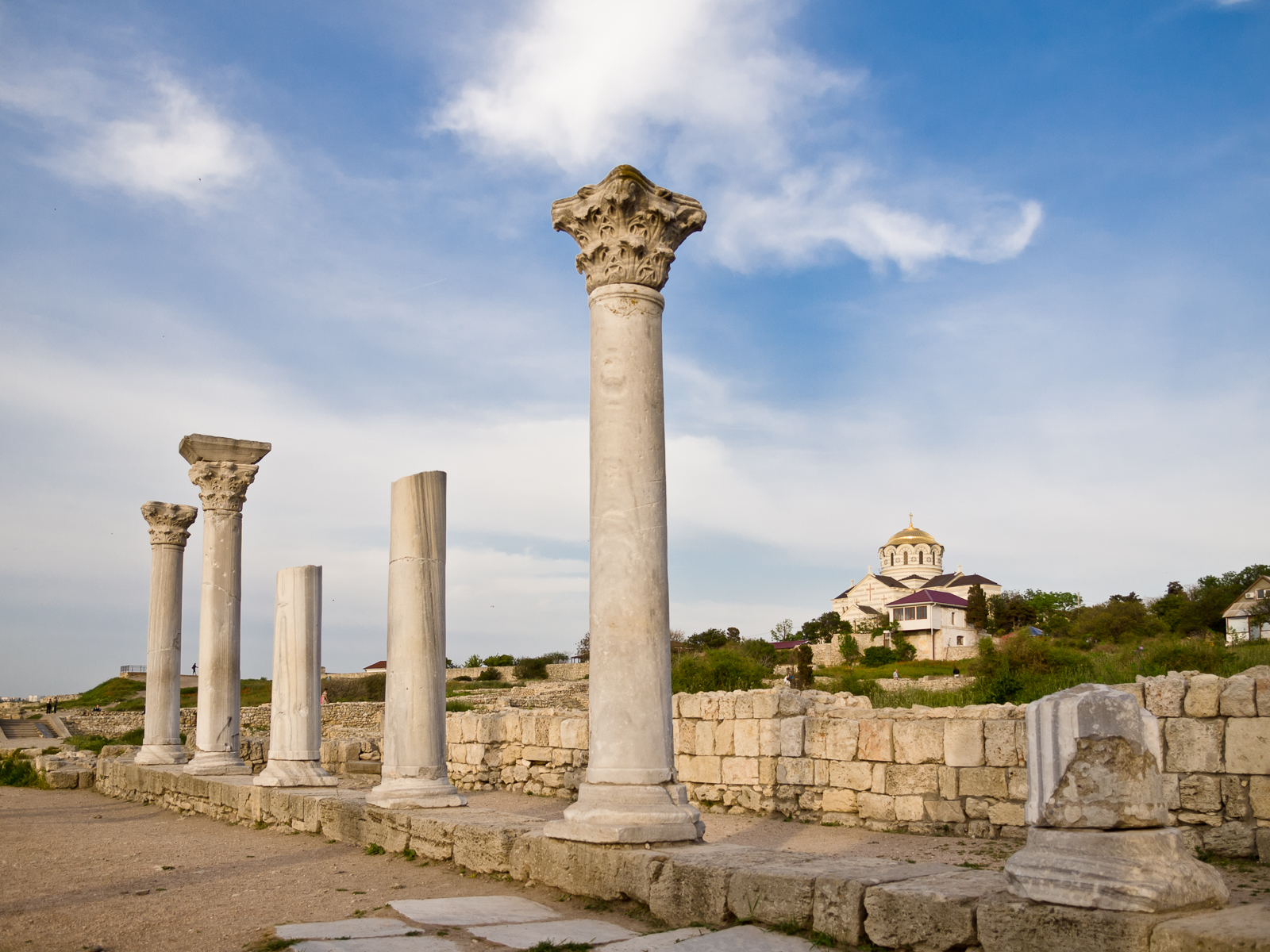
Ruines de la colonie grecque de Chersonèse.

Les premiers habitants connus de la future Crimée sont les Cimmériens. Au VIIe siècle av. J.-C., la plupart des Cimmériens migrent vers l'Anatolie et les Balkans, sous la poussée d'un autre peuple indo-européen nomade venu de la steppe eurasiatique : les Scythes.
À partir du VIe siècle av. J.-C., les Grecs fondent des colonies sur les côtes de la péninsule, dont Théodosie (au sud-est) et Chersonèse. Peu à peu, la Crimée est intégrée au monde grec et, à l'époque hellénistique, au royaume gréco-scythique du Bosphore, qui devient un État-client de Rome au Ier siècle av. J.-C.
La moitié sud de la Crimée reste longtemps gréco-romaine, tandis que le reste de la péninsule est occupé par les Goths et les Alains vers le milieu du IIIe siècle. La population des Goths de Crimée subsiste plusieurs siècles, avec sa propre langue, le gotique de Crimée, mais Goths et Alains sont progressivement hellénisés, adoptant la langue grecque et la religion chrétienne orthodoxe. Divers peuples se succèdent dans le nord de la péninsule au Moyen Âge : les Huns en 376, les Bulgares au Ve siècle, les Khazars au VIIIe siècle, les Russes kiéviens aux Xe – XIe siècles, les Pétchénègues en 1016, les Kiptchaks ou Coumans en 1171 ou encore les Mongols en 1237.
Au début du IXe siècle, l'Empire byzantin organise le sud de la Crimée en thème de Cherson. En 1204, alors que Constantinople, capitale byzantine, tombe entre les mains des croisés occidentaux, les Vénitiens s'emparent des ports de Cembalo, Caulita, Lousta, Soldaïa et Caffa (Théodosie). Le thème lui-même échoit à l'empire grec de Trébizonde, qui reconquiert les ports et les concède aux Génois, rivaux des Vénitiens. Une principauté de Théodoros quasi-indépendante apparaît au XIVe siècle dans l'ancien thème et subsiste jusqu'à la conquête ottomane en 1475.

### Conquête mongole (1238–1449)
Vers 1240-1250, les troupes Mongoles de Gengis Khan investissent la Crimée, et des crimes de masses se déroulent, dans les grandes villes, et les ports, ou vivent des populations grecques. La population de la Crimée va beaucoup changer pendant cette période.
Pendant la peste noire, en 1347 et 1348, la Crimée perdra une grande partie de sa population d'origine grecque, vu que les Grecs étaient situés au sud de la péninsule, là où se trouvaient les grands ports. Après le passage de la peste, les Slaves et les Tatars de Crimée deviennent majoritaires dans la péninsule.

### Khanat de Crimée (1443-1783)

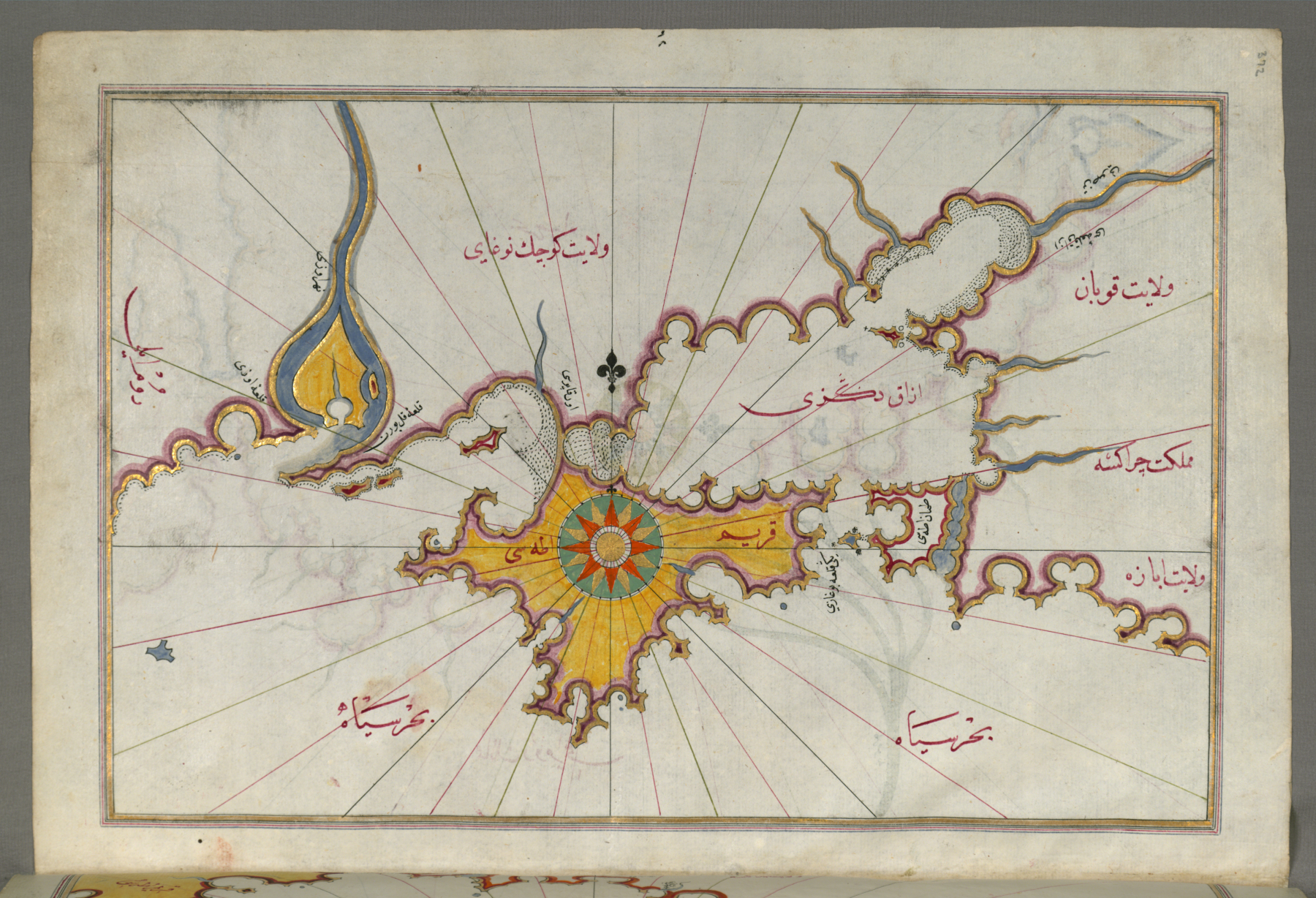
La Crimée représentée sur une carte de l'amiral turc Piri Reis, vers 1520.

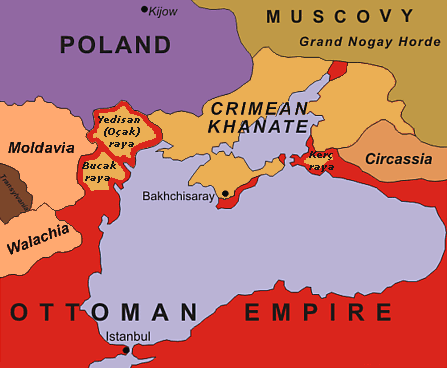
Le khanat de Crimée vers 1600.

Le nord de la péninsule, soumis aux Tatars, fait alors partie du khanat de Crimée, allié et vassal de l'Empire ottoman. Le commerce des esclaves russes ou ukrainiens était une source majeure de revenus pour les Tatars de Crimée et la noblesse nogaïe.
Le khanat des Tatars Nogaïs était initialement indépendant et de religion tengriste et chamaniste. Depuis des siècles, la horde Nogaï vivait en partie de raids de pillage en Pologne, Moldavie et Russie, et du commerce des captifs. Mais les rois chrétiens, les voïvodes et les tsars de ces pays se renforcent et en 1475, le khanat de Crimée se place sous la protection de l'Empire ottoman, payant pour cela un tribut, et devenant progressivement un État allié, vassal et musulman qui perdure jusqu'en 1783.
En 1498, les empires turco-mongols (Tatars de Crimée et Ottomans) affrontèrent militairement les Polonais et les Moldaves. En 1511, le khanat aida le futur sultan ottoman Sélim à obtenir le poste de gouverneur de la province d'Özi, à l'ouest de la mer Noire, dont les habitants tatars, au nord des bouches du Danube, vivaient en autonomie dans les marches militaires (rayas) du Boudjak et du Yédisan.
En 1569, le khanat de Crimée attaqua Astrakhan, qui était passé sous contrôle russe. Deux ans plus tard, en 1571, les Tatars, sous les ordres du khan Devlet I Giray, lancèrent un raid contre Moscou, faisant environ 100 000 captifs emmenés en esclavage.
En 1578, le khanat aida l'Empire ottoman dans leur guerre contre les Perses.
Durant le XVIIIe siècle, craignant que les Grecs pontiques et les Arméniens tcherkessogaïs ne soutiennent les Russes, le khanat de Crimée en expulsa des milliers vers les marges méridionales de la Russie.

### La Crimée russe puis soviétique (1783-1991)

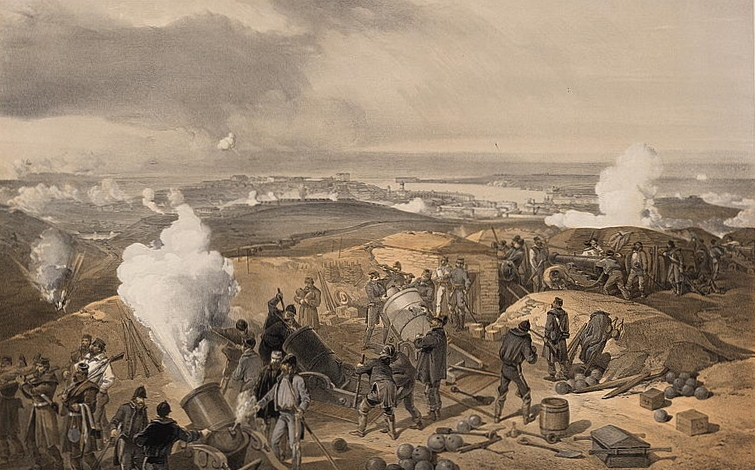
Le siège de Sébastopol.

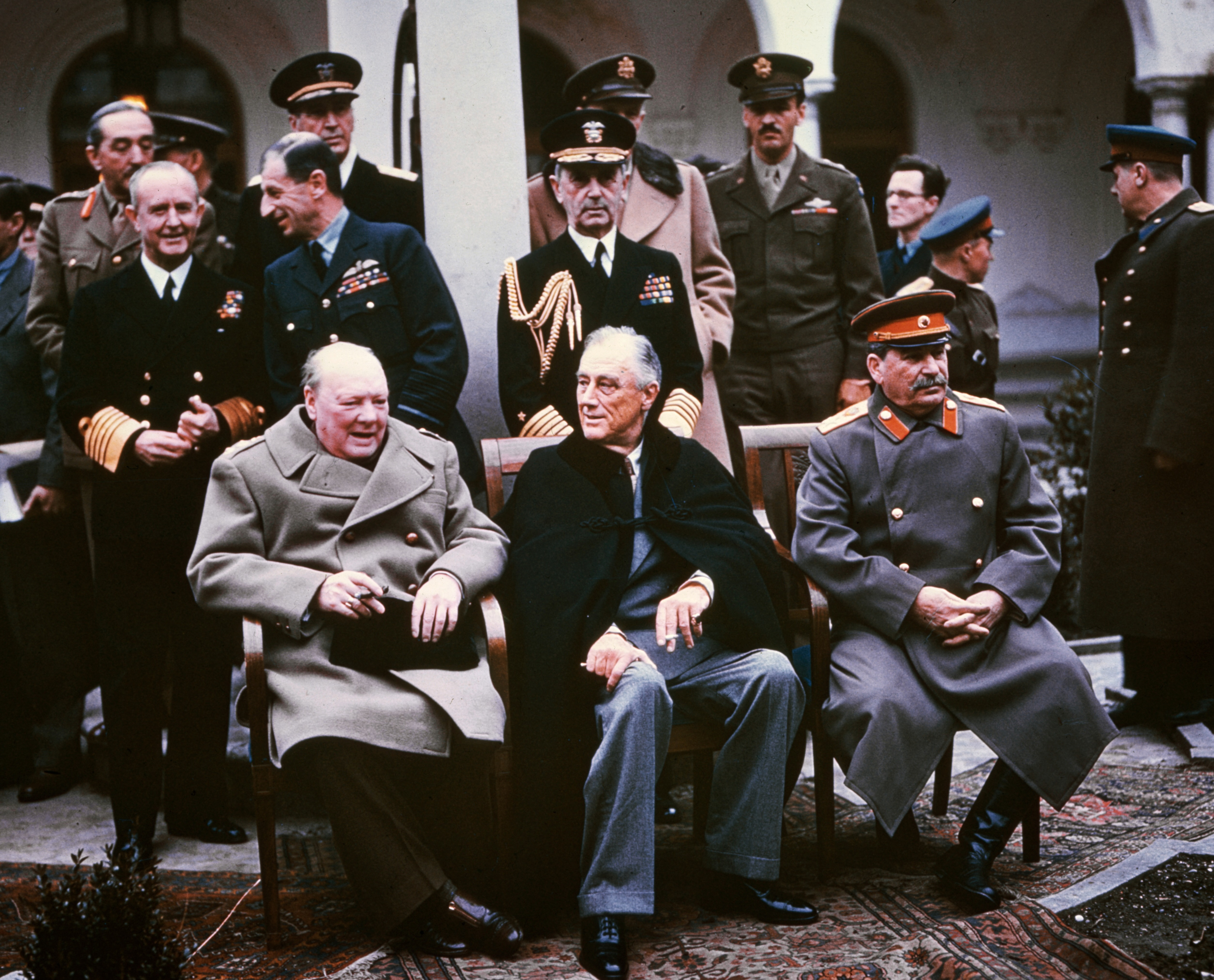
La ville de Yalta est devenue célèbre pour la conférence de 1945 à laquelle prirent part les dirigeants Churchill, Roosevelt et Staline.

L'impératrice Catherine II procède à l'annexion du khanat en 1783. À l'issue de la guerre russo-turque de 1787-1792, la Crimée est officiellement cédée à l'Empire russe en vertu du traité d'Iaşi. Elle est intégrée au gouvernement de Tauride. Les tsars y mènent une politique de peuplement par des Russes et Ukrainiens, mais aussi Allemands, Moldaves, Arméniens et Grecs pontiques rappelés sur leurs terres d'origine. De nouvelles villes sont fondées, des voies ferrées construites et des marais drainés. Les Tatars de Crimée deviennent minoritaires et sont persécutés ou expulsés jusqu'à la fin du XIXe siècle. La Crimée constitue une importante tête de pont pour la marine marchande russe, dans son désir d'accéder aux mers chaudes.
De 1853 à 1856, la péninsule est le théâtre de la guerre de Crimée, qui oppose la Russie aux Turcs et à leurs alliés français et britanniques. Ce conflit meurtrier est marqué par l'utilisation de nouvelles technologies comme les bateaux à vapeur ou le télégraphe. Les Russes sont contraints d'admettre leur défaite, mais le traité de Paris n'entraîne pas de modifications territoriales en Crimée, qui sort cependant ruinée du conflit. Elle se relève après 1860 pour devenir une véritable Riviera russe, avec l'apparition de nombreuses stations balnéaires comme Yalta.
À la fin de la Première Guerre mondiale, la Crimée fait partie des territoires abandonnés à l'Allemagne par le traité de Brest-Litovsk. Durant la guerre civile russe, elle constitue le dernier bastion de l'Armée blanche du général Wrangel, qui doit l'évacuer à la fin de l'année 1920. Beaucoup de Russes et d'Ukrainiens non-communistes s'enfuient vers l'Europe de l'Ouest avec l'Armée blanche. Au sein de la république socialiste fédérative soviétique de Russie, elle-même membre de l'Union des républiques socialistes soviétiques, la péninsule constitue la république socialiste soviétique autonome de Crimée, distincte de la république socialiste soviétique d'Ukraine. Dans les années 1930, ces territoires agricoles souffrent des famines consécutives aux plans de collectivisation.
Pendant la Seconde Guerre mondiale, la Crimée est le théâtre de sanglantes batailles entre la Wehrmacht et l'Armée rouge. La péninsule est occupée par les Allemands malgré la résistance de Sébastopol jusqu'en juillet 1942. Les troupes soviétiques libèrent définitivement la ville en mai 1944. Accusés d'avoir aidé les Allemands, les 200 000 Tatars de Crimée sont déportés, et près de la moitié trouve la mort. La RSS autonome de Crimée est abolie le 30 juin 1945 et laisse la place à un oblast de Crimée relevant de la république socialiste de Russie. La ville de Sébastopol en est détachée en 1948.
Le 19 février 1954, Nikita Khrouchtchev au nom du présidium du conseil suprême de l'URSS, en accord avec ses homologues de la RSFSR et de l'Ukraine, « offre » l'oblast de Crimée à la RSS d'Ukraine à l'occasion du 300e anniversaire de la réunification de la Russie et de l'Ukraine. Le décret officiel explique ce rattachement par des raisons économiques, territoriales et culturelles : la péninsule de Crimée, peuplée d'Ukrainiens, constitue un prolongement terrestre de l'Ukraine et dépend notamment de ses ressources en eau pour son irrigation. Ce transfert territorial a pour conséquence de renforcer le nombre de russophones dans la population. Treize années plus tard, en 1967, les Tatars de Crimée sont réhabilités, sans pour autant être autorisés à revenir dans la péninsule.

### La Crimée ukrainienne post-soviétique (de jure depuis 1991, de facto 1991-2014)
Le 16 juillet 1990, la Verkhovna Rada de la RSS d'Ukraine proclame la souveraineté politique de la RSS d'Ukraine, la Crimée est alors un oblast d'Ukraine depuis 1954
Le 20 janvier 1991, en URSS, un référendum interroge la population dans l’oblast de Crimée de la république socialiste soviétique d’Ukraine. Il portait sur le rétablissement ou non de la république socialiste soviétique autonome de Crimée, disparue en 1945. Ce référendum est approuvé par la population à 94,30 %.
Le 12 février 1991, la république socialiste soviétique autonome de Crimée (RSSA de Crimée) est rétablie par la Verkhovna Rada de la RSS d'Ukraine.
Le 24 août 1991, la Verkhovna Rada de la RSS d'Ukraine proclame l’indépendance de l’Ukraine, à la suite du putsch raté contre Mikhaïl Gorbatchev à Moscou. cette indépendance doit être approuvée par un referendum conformément à la législation de la RSS d'Ukraine
Le 1er décembre 1991, les Ukrainiens approuvent par référendum l’indépendance de leur pays, avec plus de 90 % des voix. En Crimée, le taux d’approbation est plus faible (54 %). La RSS d'Ukraine cesse d'exister et devient l'Ukraine. La RSSA de Crimée devient donc une république autonome d’Ukraine, ce qui est entériné par l’accord de Minsk du 8 décembre 1991 (aussi appelé accord de Belovej).
Le 26 février 1992, à la suite de l'indépendance de l'Ukraine, la RSSA de Crimée est dissoute par le parlement de Crimée qui fonde la république de Crimée avec l’aval du parlement ukrainien qui reconnaît certains droits d’autogestion à la péninsule.
Le 5 mai 1992, la Crimée proclame son indépendance (qui doit être approuvée par un référendum prévu le 2 août 1992) et introduit la première constitution de Crimée.
Le 6 mai 1992, la Verkhovna Rada de Crimée adopte une nouvelle constitution en y ajoutant dans un amendement que son territoire fait partie de l’Ukraine. Mais la Rada d'Ukraine déclare cette nouvelle constitution de la Crimée inconstitutionnelle au regard de la constitution d'Ukraine,.
Le 19 mai 1992, la Rada de Crimée annule sa déclaration d’indépendance et le référendum prévu le 2 août.
En juin 1992, les deux parlements parviennent enfin à un accord et la république de Crimée bénéficie d'une autonomie administrative et territoriale au sein de l'Ukraine, tandis que Sébastopol est placée sous un régime spécial.
Le 27 mars 1994, les habitants de Crimée approuvent par référendum une nouvelle constitution de Crimée qui renforce l’autonomie de la péninsule et prévoit des relations étroites avec la Russie.
L'année 1995 est marquée par un nouveau bras de fer entre pro-russes et pro-ukrainiens, en Crimée mais aussi dans le reste de l'Ukraine. L'enjeu est en fait le statut de la ville de Sébastopol et l'éventuel retrait de la flotte russe de la mer Noire. Comme chaque fois que des tensions apparaissent entre un pays ex-soviétique et la Russie, de nombreuses inquiétudes apparaissent au niveau international quant à la stabilité du « glacis russe ».
Le parlement de Crimée vote alors une nouvelle série de lois constitutionnelles (constitution d'octobre 1995), qui seront longtemps contestées par les autorités ukrainiennes, car réaffirmant et précisant l'autonomie de la Crimée. La situation reste tendue, mais sans incidents, pendant plusieurs années, jusqu'aux défaites électorales des partis ukrainiens pro-européens nés à l'issue de la chute du bloc soviétique. La Russie retrouve alors son niveau d'influence antérieur dans les affaires intérieures de l'Ukraine, et surtout de la Crimée. La Russie facilite la distribution de passeports russes à la population russophone de Crimée, comme elle l'avait déjà fait en Transnistrie moldave et, dans les années 1990-2000 puis autour de 2008, en Géorgie où la « passeportisation (en)» des Abkhazes et des Ossètes du Sud, prélude à la reconnaissance diplomatique par la Russie de ces républiques séparatistes, avait provoqué d'importants exodes, de ceux qui refusaient ces passeports, en direction notamment de Tbilissi, Gori et Zougdidi.
Le rattachement de la Crimée à l'Ukraine comme république autonome est officiellement reconnu par la Russie en 1997. La nouvelle constitution est officiellement ratifiée par les deux parlements, russe et ukrainien, les 21 octobre et 23 décembre 1998. De par sa Constitution ratifiée de 1995-1998, la Crimée devient une entité administrativement et territorialement autonome au sein de l’État unitaire d'Ukraine. La Crimée n'est pas un État souverain, mais son intégrité territoriale, son autonomie et le statut de sa population russophone et ses droits patrimoniaux sont garantis. Elle possède son propre organe représentatif, la Verkhovna Rada, un conseil des ministres (en) et un chef d'État. Enfin, la nouvelle constitution de la Crimée entre en vigueur le 12 janvier 1999.
Au début des années 2000, la croissance de l'Ukraine (et de la Crimée) reste à deux chiffres, mais la réaction économique russe à la révolution orange de 2004-2005 (cessation des fournitures énergétiques à bas prix) provoque son ralentissement à 2,1 %. Mais c'est surtout la crise économique de 2008-2009 qui lui porte un coup d'arrêt : la production chute brutalement de 15 %. Kiev est alors obligé de s'endetter auprès du FMI (plan de sauvetage économique sous forme de prêt) pour plus de seize milliards d'euros. Avec les nouveaux prix élevés des fournitures énergétiques russes, l'Ukraine a des difficultés à régler ses factures, d'où les conflits gaziers russo-ukrainiens de 2005 à 2009. Ces événements alimentent en arguments les mouvements pro-occidentaux de l'opposition ukrainienne et font monter les mécontentements dans les régions de l'ouest qui, sur le plan économique, sont les moins riches de l'Ukraine.
Les manifestations Euromaïdan qui secouent l'Ukraine à partir de novembre 2013 et entraînent la chute du pouvoir en place, exacerbent les tendances séparatistes et pro-russes en Crimée, dans un contexte où 40 % de la population de Crimée se considère russe. La remise en cause supposée de la langue russe finit de détruire ce fragile équilibre.

### Invasion russe

Réactions internationales par pays.
— État appelant à une résolution pacifique du conflit.
— État appelant au respect de l’intégrité territoriale de l'Ukraine.
— État condamnant les actes russes.
— État condamnant les actes russes et les interprétant comme une intervention militaire.
— État soutenant l'intervention russe.
— État reconnaissant la légitimité des intérêts russes.
— Ukraine.
— Russie.

La Russie envoie alors plusieurs milliers de soldats ayant retiré leurs insignes sur place, ce qui constitue une violation du droit international humanitaire selon les conventions de Genève, sans toutefois le reconnaître officiellement,. La Crimée annonce qu'elle refuse de reconnaître les nouvelles autorités provisoires du pays, et, sous occupation russe et dans des circonstances controversées, le Parlement criméen vote — à huis clos et en l'absence de députés, empêchés d'accéder au bâtiment — l'organisation d'un référendum concernant le rattachement de la péninsule à la Russie,,. La Crimée proclame son indépendance le 11 mars 2014. Une semaine plus tard, les dirigeants de la nouvelle république de Crimée et le président russe Vladimir Poutine signent un accord entérinant son rattachement à la Russie, en accord avec les résultats du référendum du 16 mars (« oui » à 96,77 %).
Le rattachement de la Crimée à la Russie, qualifié d'annexion, n'est reconnu ni par l'Ukraine ni par la communauté internationale,. Ainsi, une résolution de l'Assemblée générale de l'ONU dénie toute validité à ce référendum et apporte en conséquence son soutien à l'intégrité territoriale de l'Ukraine,. Cependant, le mois suivant le référendum du 16 mars 2014, un sondage Gallup indique qu'en Crimée, le résultat du référendum était perçu à 82,8 % comme conforme au souhait des habitants,.

### La Crimée russe de facto depuis 2014

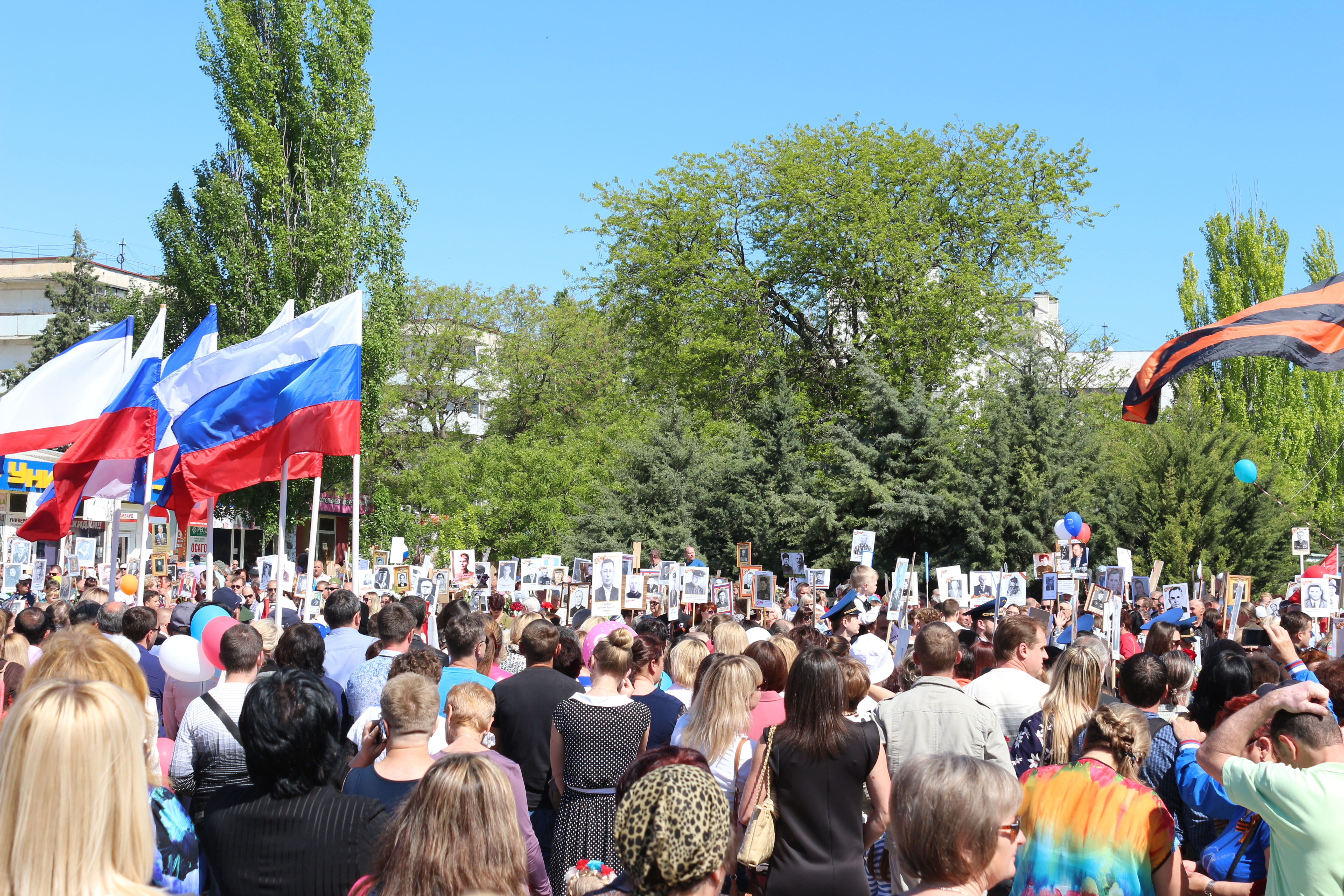
Marche du Régiment immortel à Saki en Crimée (2016)

Quelques jours après la signature du traité d'adhésion, le processus d'intégration de la Crimée dans la fédération de Russie a commencé : en mars 2014, le rouble russe est entré en circulation officielle et les horloges ont été avancées à l'heure de Moscou. En avril, une nouvelle révision de la Constitution russe a eu lieu et la république de Crimée et la ville fédérale de Sébastopol ont été incluses dans la liste des sujets fédéraux de la fédération de Russie. En juin 2014, le rouble russe est devenu la seule forme de monnaie légale. En juillet 2015, le Premier ministre russe Dmitri Medvedev a déclaré que la Crimée avait été pleinement intégrée à la Russie.
Depuis 2014, le gouvernement russe a investi massivement dans les infrastructures de la péninsule - réparation des routes, modernisation des hôpitaux et construction du pont de Crimée qui relie la péninsule au continent russe. La Russie fournit de l'électricité à la Crimée via un câble sous le détroit de Kertch. En 2018, le gouvernement russe a également achevé l'extension et la modernisation de l'aéroport international de Simferopol. Le 28 décembre 2018, la Russie a achevé la construction d’une clôture de sécurité de haute technologie sur la frontière avec l’Ukraine.

## Forces militaires présentes dans la péninsule
Le traité d'amitié du 31 mai 1997, signé par l'Ukraine et la Russie, répartit les forces armées sur la péninsule de Crimée. La flotte de la mer Noire est répartie entre l'Ukraine et la Russie. La Russie obtient un bail de 20 ans sur la base navale de Sébastopol en échange d'un tarif préférentiel sur le gaz russe. Le reste de la ville en elle-même reste ukrainien. Début 2014, la répartition des forces armées était la suivante :

### Pour la Russie
- plus de 15 000 soldats, essentiellement des marins de la flotte de la mer Noire, basée dans la base navale de Sébastopol[36] ;
- vingt-cinq navires de combat et un armement terrestre d'importance (dont des chars).

### Pour l'Ukraine
- moins de 10 000 soldats sur l'ensemble de la Crimée[37] :
  - Armée de terre : 3 500 militaires équipés d'artillerie et d'armes légères (mais sans char) ;
  - Armée de l'air : sur l'unique véritable base militaire aérienne (Belbek, à proximité de Sébastopol) sont cantonnés un escadron de chasseurs Su-27 et une trentaine de chasseurs MiG-29, la Base aérienne de Novofedorivka qui sert pour les entrainements des avions de la marine ;
  - Marine : elle est dotée d'une dizaine de navires basés à Sébastopol (dont plusieurs frégates, des dragueurs de mines, et un unique sous-marin de fabrication russe). Mais le 2 mars 2014, le commandant en chef de la marine ukrainienne, l'amiral Denis Berezovski, a annoncé qu'il prêtait allégeance aux autorités pro-russes[38] ;
  - des services des douanes ukrainiennes et des garde-côtes sont répartis sur la base militaire de Pereval'ne (à vingt kilomètres de Sébastopol) et sur quelques petites bases littorales de Crimée. Les garde-côtes possèdent quatre avions de patrouille maritime Beriev Be-12, seize hélicoptères Ka-29, six Antonov AN-26, huit Mi-8 de transport, cinq Mi-14, et vingt-et-un Ka-27 de lutte anti sous-marine ;
  - les forces anti-émeutes Berkout en Crimée : Arsen Avakov les aurait dissoutes par décret ministériel du 25 février 2014[réf. nécessaire].

Aucun soldat ukrainien n'est mobilisé en Crimée depuis son annexion en 2014.

### Février 2014: soldats russes sans insignes
Le 27 février 2014, divers groupes armés prennent les points stratégiques de la Crimée, aéroports, bases militaires et Parlement notamment. Sans insigne, numéros d'identification de leurs véhicules recouverts de peinture blanche, les Ukrainiens les surnomment ironiquement les « petits hommes verts ». Vladimir Poutine admet leur présence en Crimée seulement après plusieurs mois. En août, Alexandre Zakhartchenko reconnaît que 3 000 à 4 000 soldats russes servent dans les rangs des séparatistes,,.

## Économie
L’économie de la Crimée s’est formée au cours du XXe siècle, grâce à l’utilisation des ressources naturelles. Durant les années 1990, la Crimée a subi, à l’instar de l’Ukraine, une grave récession qui a conduit les pouvoirs publics à tenter de diversifier ses activités. Cette crise brutale, bouleverse en effet l’ordre traditionnel de l’économie, qui repose sur l’exploitation des ressources de l’agriculture (céréales, vigne, etc.) et sur l’industrie lourde (chimie, métallurgie). De plus, la péninsule est largement dépendante du reste de l'Ukraine pour son approvisionnement en énergie (82 % de son électricité) et en eau (85 % de ses besoins) qui transite par l'isthme de Perekop. Le taux de chômage en Crimée est passé de 20 % en 1993, à 28 % en 2006. La Crimée était l’une des régions les plus pauvres d’Ukraine, comme en témoigne le niveau de son revenu moyen (225 dollars mensuel par habitant soit 2,5 % de moins que celui de l’Ukraine).
À partir de 2014, suite de la crise de Crimée, la région connaît une phase de mutation économique accélérée. Dans un premier temps, la péninsule subit un repli économique important, avec une baisse de la production industrielle, des flux touristiques et des investissements étrangers liés à des sanctions internationales ou au retrait des capitaux ukrainiens. D'autre part, le territoire reçoit des rentrées d'argent notables, de la part de la Russie, tant par le paiement des fonctionnaires et des retraites, que via les investissements dans les activités militaires de Sébastopol ou dans les infrastructures avec la construction du pont de Crimée. La rénovation des infrastructures avec la modernisation de l’aéroport international de Simferopol en 2018, et l’ouverture du pont de Crimée, en 2018 pour le trafic routier et en 2019 pour le trafic ferroviaire contribue à la relance de l’économie.

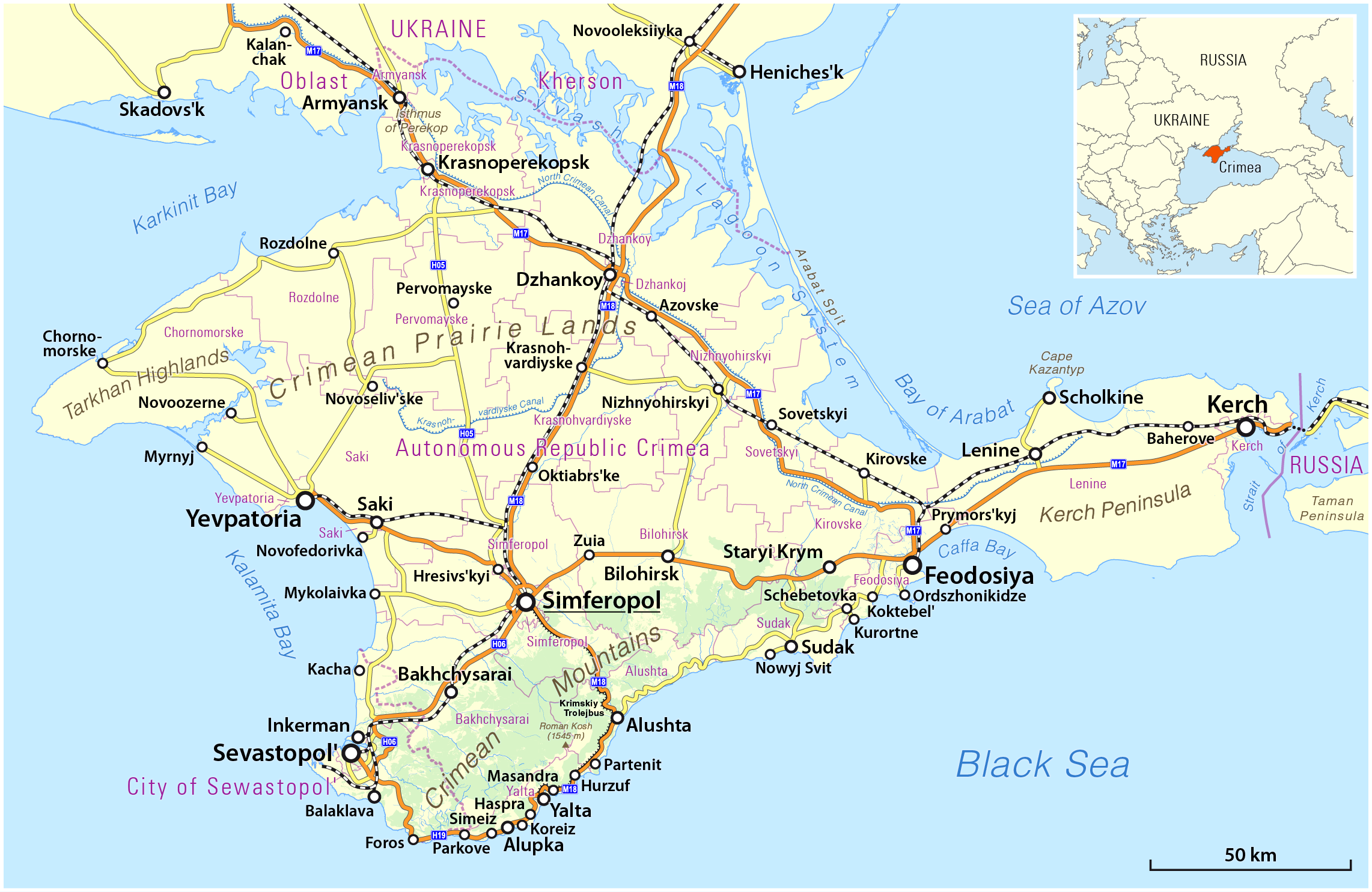
Les principaux axes de transport.

### Secteur primaire

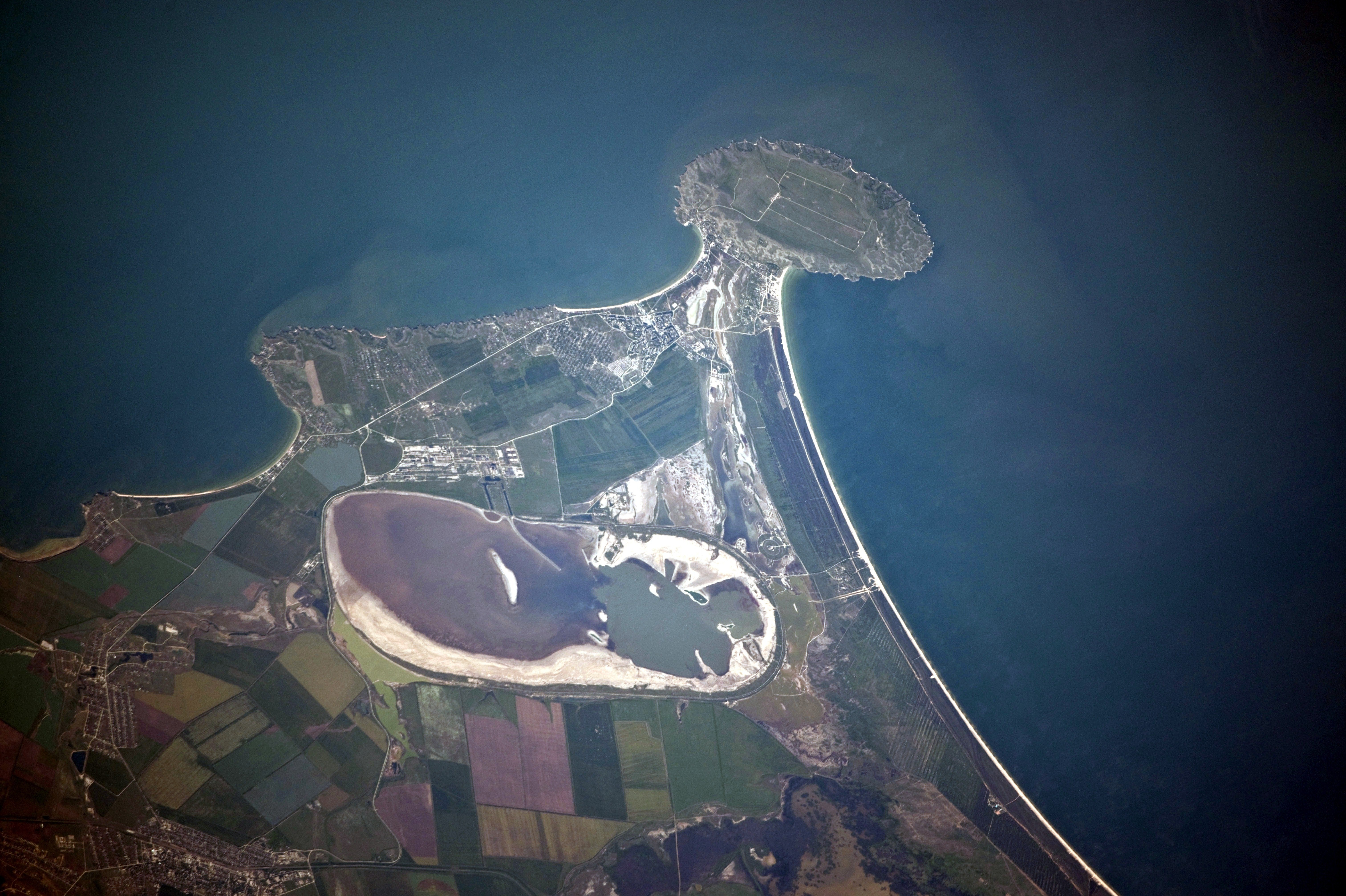
Sur la rive sud de la mer d'Azov, Cap Kazantip est un promontoire sur la péninsule de Kertch (à l'est de la péninsule de Crimée). Résultat de la chute du bloc soviétique, la construction en cours d'une centrale nucléaire y a été abandonnée en 1989.

La péninsule est reliée à l'Ukraine par le gazoduc Kherson-Armyansk-Djankoï-Simferopol.
Entre 1995 et 2000, le nombre d’exploitations agricoles passe de 652 à 532 en raison de la faible productivité, de grosse consommation d’engrais polluants, de la mauvaise organisation et de l’insuffisance des débouchés. L’agriculture marque donc de moins en moins le paysage. Entre 1990 et 2000, les surfaces d’ensemencement passent de 1 198 000 à 933 000 hectares. Cette récession cause de nombreux problèmes sociaux. Pour autant, le secteur participe pour plus de 35 % à la production viticole de l’Ukraine, 10 % de la production de fruits et 5 % de celle du blé.

### Secteur secondaire
Les ressources minérales jouent un rôle primordial dans l’économie de la Crimée. On dénombre pas moins de 250 gisements de 27 minéraux différents, constituant la base de l’industrie minière et de l'industrie chimique ukrainienne. Ces gisements de matières premières sont exploités majoritairement pour la construction (60 %) et la production d’hydrocarbures (15 %). Le secteur industriel a connu une chute vertigineuse depuis 1985. Tous les secteurs ont vu leurs productions respectives diminuer de 10 à 70 % depuis cette date. L’industrie de la Crimée ne représente plus aujourd’hui[Quand ?] que 2 % des revenus de l’industrie ukrainienne. Ce secteur emploie actuellement[Quand ?] 60 000 personnes contre 100 000 en 1995 et compte 58 % d’entreprises déficitaires. Toutefois, entre 1999 et 2000, la production connaît une hausse de 10 % de la production. La ville de Kertch reste l’un des principaux centres industriels, puisqu’elle représente près de 10 % de la valeur de la production industrielle de la Crimée.

### Secteur tertiaire
Entre 2000 et 2004, la Crimée a profité un certain temps de l’amélioration globale de l’économie ukrainienne, et a vu son volume total de production croître de 20 %. Les privatisations se poursuivent, et à ce titre, le gouvernement table sur des recettes de l’ordre de 400 millions de hrivnas en 2005 (le nombre d’entreprises privées est en 2003 de 55 %). Le gouvernement régional semble miser aujourd’hui[Quand ?] sur une réorientation de la structure productive, en promulguant de nombreuses mesures incitatives, propres à redonner du dynamisme à cette économie chancelante. L’objectif principal des pouvoirs publics est en effet de tertiariser l’économie criméenne, à l’exemple de ce que tente de réaliser le gouvernement de Kiev. Les nouvelles lois d’orientation de la république autonome de Crimée donnent de ce fait priorité au développement de la branche touristique.

## Tourisme

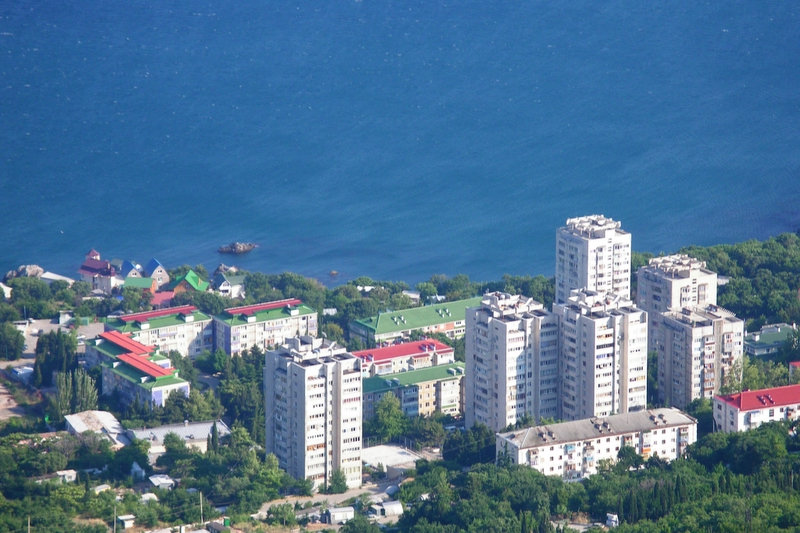
Foros, station balnéaire dans le Sud-Ouest de la Crimée.

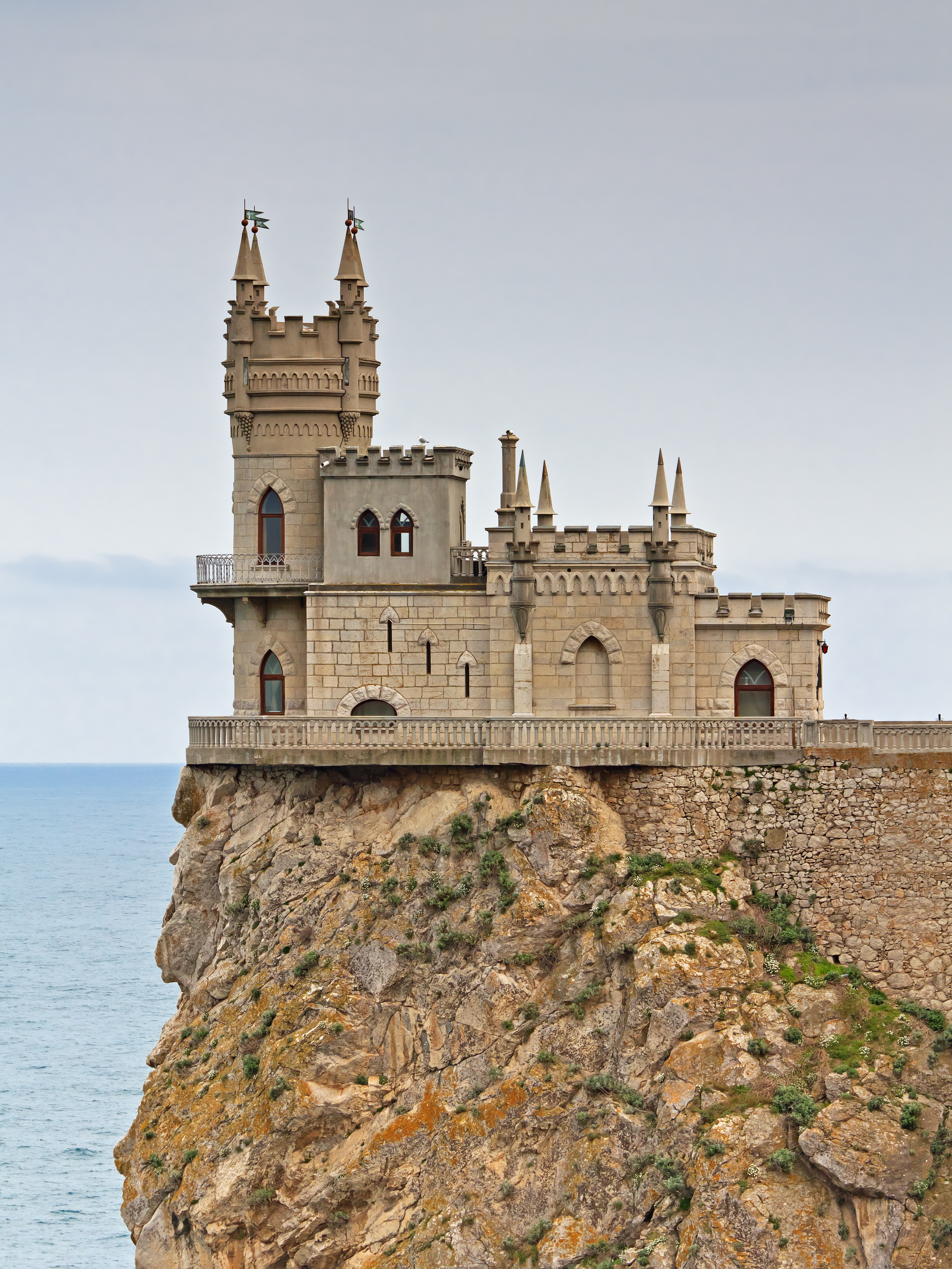
Le château du Nid d'hirondelle à Yalta.

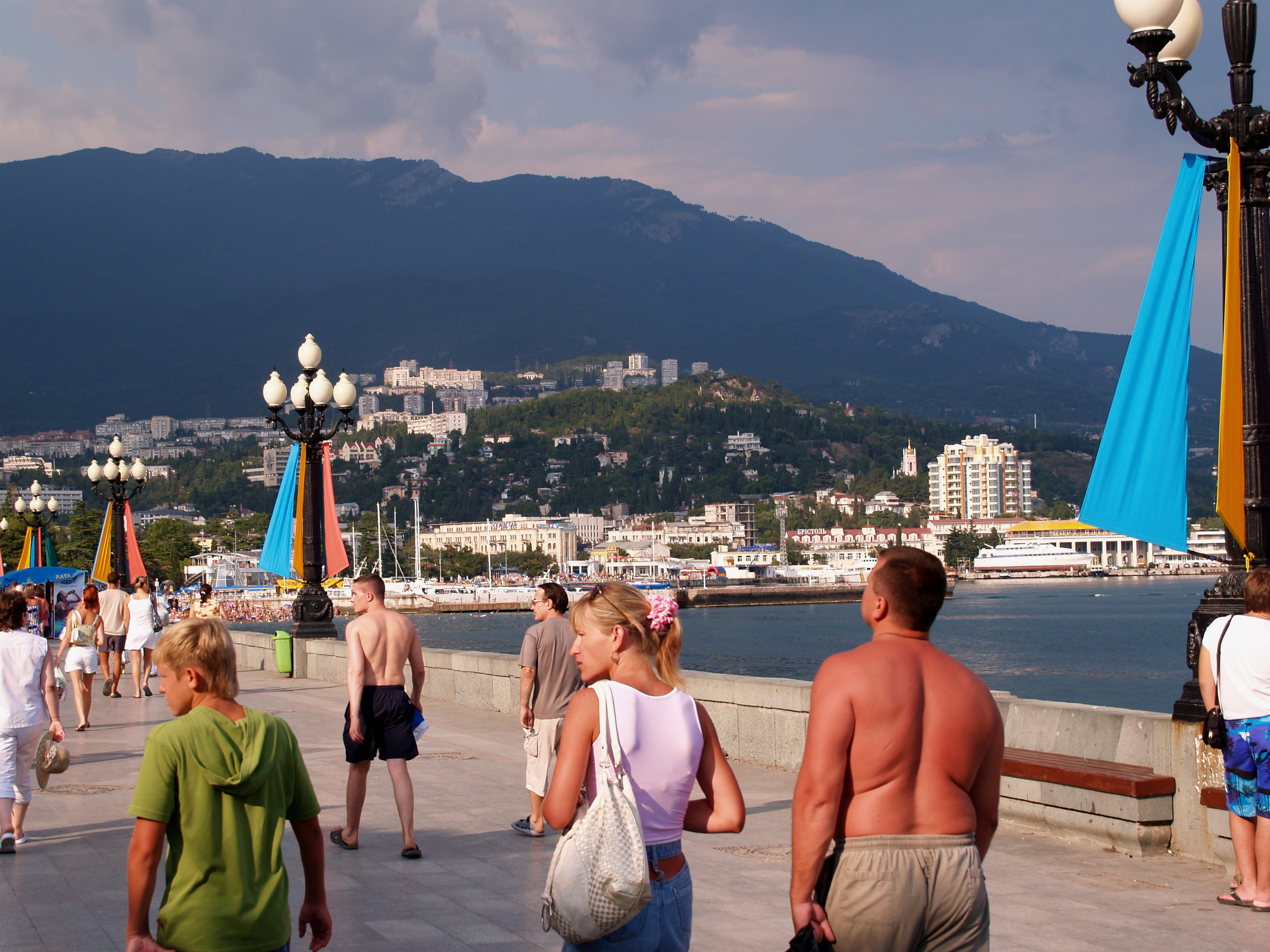
Yalta.

Le tourisme en Crimée peut être considéré comme une activité traditionnelle. En effet, dès la fin du XIXe siècle, les tsars décident d’y installer leurs lieux de villégiature, comme à Livadia. Sébastopol devient, grâce à l'arrivée du chemin de fer la reliant à Yozovaïa,[réf. nécessaire] la première ville touristique de Crimée. Le tourisme thérapeutique d’alors est cependant réservé à une élite peu nombreuse. On pratique, comme le veut la mode, un tourisme « hygiéniste », basé sur la remise en forme, sur la pratique d’activités sportives, comme le prônaient les médecins de l’époque (création du « Crimean Mountain Club » en 1916). Faisant suite à la révolution russe, le pouvoir communiste décide de créer une administration touristique centralisée (Intourist), faisant de la Crimée le lieu de repos des travailleurs « méritants » et de l’oligarchie, ceci dans la démarche idéologique, culturelle et éducative propre à l’époque. Le secteur touristique était inséré dans la logique productive de l’économie planifiée : prix hors marché, service peu qualitatif, organisation centralisée. Les infrastructures principales, notamment hôtelières, sont construites à cette période et concentrées dans quelques villes littorales (Yalta, Sébastopol, etc.).

### De 1990 à 2014
À la suite de l'indépendance ukrainienne et de l'autonomie de la Crimée, les pouvoirs publics décident rapidement de miser sur le secteur touristique, considérant que celui-ci, grâce à son caractère dynamique, peut permettre, à moyen terme, de diversifier l'économie régionale. Dès 1993, le gouvernement régional crée les administrations adéquates afin de structurer ce secteur. Un ministère propre lui est dédié, une filière de l’université de Sébastopol se consacre à former des scientifiques, cadres compétents, et on instaure, en 1994, une conférence annuelle permettant aux différents acteurs d’établir des synergies.
Reste alors à créer un environnement économique facilitant les investissements. Cela sera chose faite en 1995 avec la promulgation de la Loi tourisme. Cette loi encadre le développement touristique en lui donnant également les moyens de prospérer. Elle permet en effet d’assurer les intrants et les sortants des entreprises, d’améliorer la conformité avec les lois et normes internationales, de baisser les taxes sur les profits, d’assurer un contrôle du secteur, de développer la coopération internationale, de poursuivre les privatisations et de faciliter les investissements. Dans cette optique, le gouvernement central décide, en 2000, d’établir des zones franches dans le secteur touristique à Yalta, Alouchta, Soudak et Théodosie.
En 2002, le secteur touristique représente plus de 30 % du PIB de la Crimée. Elle accueille alors en effet 30 % des touristes internationaux (majoritairement russes) de l'Ukraine, ce qui, avec les touristes nationaux, représente plus de trois millions de touristes en 2003. En comparaison au chiffre de 1970 cela représente une augmentation de 100 %. Cette progression spectaculaire se poursuit, puisque la fréquentation a connu, en 2003, une hausse de 6 %. Ce développement rapide a été possible après la dislocation de l'Union soviétique, l'accès au territoire étant devenu largement plus aisé pour les étrangers. L’offre touristique s’est développée elle aussi, fondée sur l’exploitation des ressources naturelles. Le tourisme en Crimée s’est en effet spécialisé dans la vente de produits thérapeutiques et le tourisme de santé (stations thermales, etc.).
Kertch, située à la pointe orientale de la péninsule, est une ville à l'écart des principaux flux touristiques de la région. En 2011, la Crimée a accueilli 7 millions de personnes. La presqu'île attire encore peu d'Européens, mais surtout des Russes et d'anciennes nationalités de l'ex-URSS. Les touristes, à 80 % russes, ukrainiens et biélorusses, colonisent les plages de la côte méridionale entre juin et septembre. À Yalta, la population est multipliée par six en été.
Grâce à sa situation, elle joue également un rôle important de point d'escale des croisières de la mer Noire. Les ports sont essentiellement à vocation internationale et permettent de rejoindre les principales villes portuaires de la mer Noire. Les moyens de transport sont donc assez bien développés, même s'ils peuvent être largement améliorés. La Crimée compte un aéroport international (Simferopol) et deux aéroports à vocation régionale et nationale (Kertch et Sébastopol). Ces aéroports sont gérés par l'État et sont utilisés par l'aviation civile ukrainienne ainsi que par une compagnie nationale (Air Crimée) qui entretient des liaisons régulières avec Lviv, Kiev et Moscou. Ils restent sous-utilisés, mais, dans le contexte de l'économie ukrainienne, ils ne semblent pas être des priorités en termes d’investissement.

### Offre touristique
La Crimée possède de nombreuses infrastructures touristiques. Elle est l'une des régions de l'ancienne URSS qui compte le plus de stations balnéaires et thermales.
On distingue trois régions principales à vocation touristique :
- la côte sud, qui avec Yalta et Alouchta, est la plus fréquentée. C’est une région touristique de longue date et c’est aussi la plus luxueuse. Yalta compte 92 stations de « traitement » (de remise en forme) pour 27 000 places, et Alouchta en compte 16 pour 11 000 places ;
- la côte occidentale (Eupatoria, 25 000 places et Saky), célèbre pour ses bains de boues ;
- la côte orientale qui s’étend d’Alouchta à Théodosie (ou Féodossia). Il s’agit d’une région bon marché.

Cette capacité est en effet en baisse puisque l'on dénombrait 150 000 places d’hébergement en 1995 contre 130 000 à l’heure actuelle [Quand ?]. Cette baisse est due à la crise économique qui grève la capacité d'investissement. De plus, les structures réceptrices restent, à l'image de la situation ukrainienne, largement étatisées, souffrant d’un déficit en termes de services, de qualité et aussi de normes claires, facilement identifiables pour les touristes étrangers. Les futurs investissements doivent répondre à ce manque afin de permettre une meilleure relation qualité-prix.

## Festivités

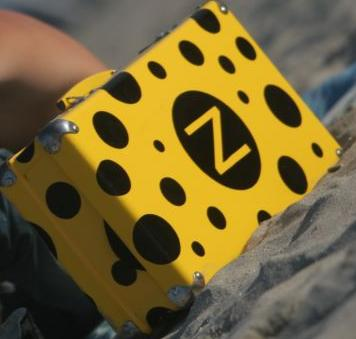
Boîte jaune en vente au KaZantip.

Entre 2000 et 2013, sur la plage de Popivka (en) (à l'ouest de la péninsule de Crimée), s’est déroulé le festival KaZantip dans la surnommée « république orange autonome de KaZantip », événement qui attire chaque été des festivaliers venus de Russie, et aussi du monde entier. Des centaines de disc jockeys, une dizaine de dance-floors et 140 000 visiteurs pour l'édition 2011… Le projet Kazantip est surtout connu pour sa grande fête de plage (beach party) organisée sur l'une des plus belles plages de la mer Noire, et autour des restes d'une centrale nucléaire abandonnée lors de sa construction. Ce festival se veut dans la lignée des grands que sont Burning Man aux États-Unis, la Love Parade ou la Street Parade.